# Neil Armstrong
Kis lépés egy embernek, de hatalmas ugrás az emberiségnek.

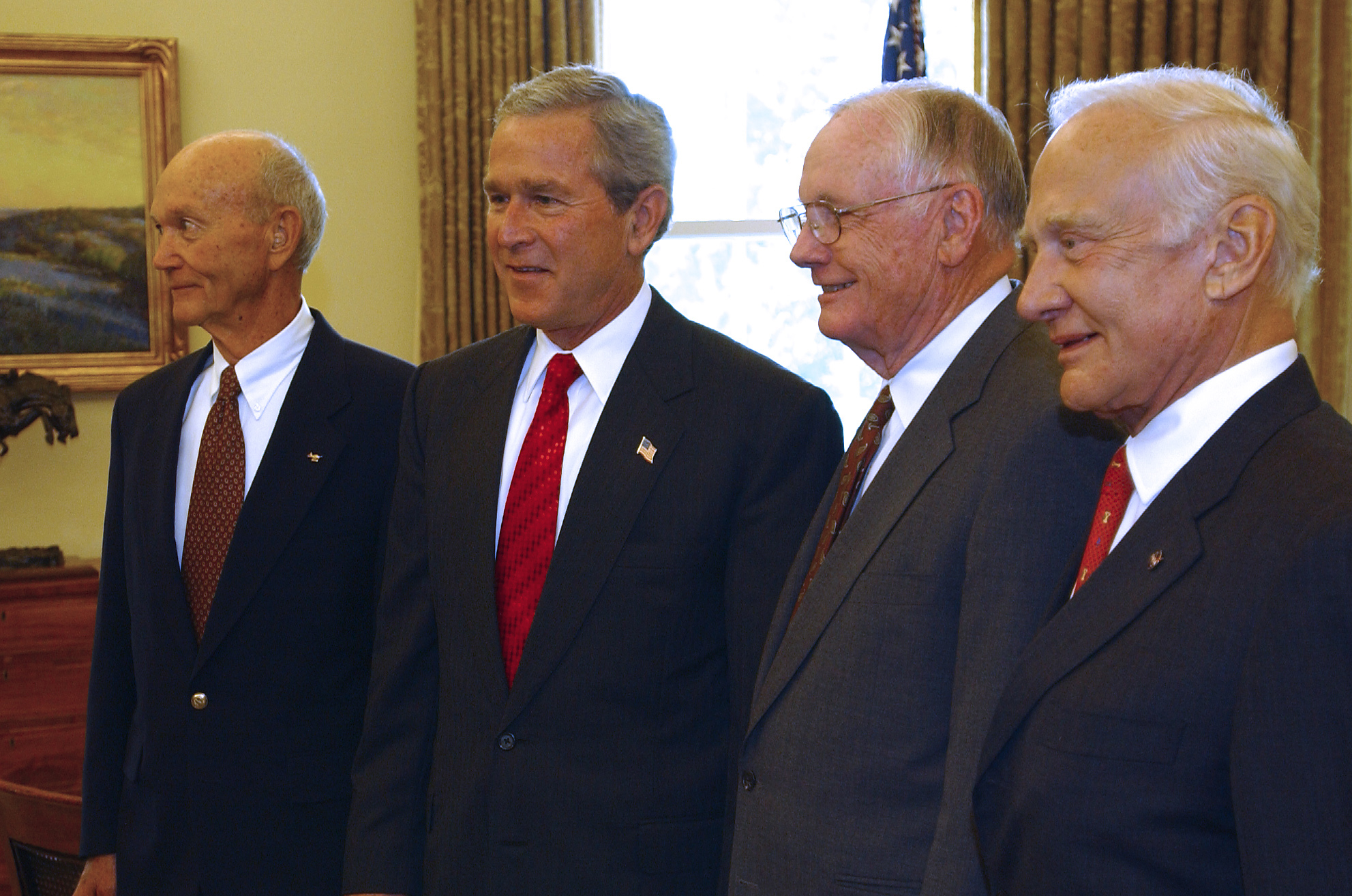
A Fehér Házban (jobbról a második)

Neil Alden Armstrong (Wapakoneta, Ohio, 1930. augusztus 5. – Cincinnati, 2012. augusztus 25.) amerikai űrhajós, az első ember, aki egy idegen égitestre, a Holdra tette a lábát.
Élete során volt haditengerészeti repülőpilóta, űrhajós, NASA-vezető, farmer, egyetemi tanár és az üzleti élet befolyásos szereplője.
A Purdue Egyetemen szerzett repülőmérnöki diplomát, közben a haditengerészet speciális ösztöndíja révén az egyetemi tanulmányokat két részre tagolva, két és fél évig a haditengerészet kötelékében repülőtiszti kiképzést kapott, majd éles bevetéseken vett részt a koreai háborúban. Észak-Korea felett F9F Panther vadászgéppel 121 harci bevetést teljesített az USS Essex repülőgép-hordozó fedélzetéről. Egyszer egy bevetés során csak nagy szerencsével úszta meg élve a balesetet, amikor gépe ütközött egy éppen repülőgépek ellen kifeszített huzallal. A háborúból – szerződése értelmében – visszatérhetett az iskolapadba, ahol megszerezte repülőmérnöki BSc diplomáját.
Az egyetemet követően egy rövid ideig a NACA Lewis Központjában dolgozott berepülőként, majd egy üresedésnek köszönhetően átkerült az eredetileg is megpályázott Edwards Légibázisra, amely a Mojave-sivatagban terül el, és az ott települő NACA/NASA-személyzet volt a felelős a legkülönlegesebb kísérleti gépek berepüléséért, a nagy sebességű és magasságú kísérletek lebonyolításáért. Neil a repülések során számos kísérleti gépet repült a B–29 Superfortresstől, a „Százas-sorozat” (F–100, F–101, F–102, F–104, F–105) gépeiig, különféle rakétagépekig (Bell X–1B, Douglas D–558-2). Berepülőkarrierje egyik csúcspontja volt az X–15 projektben való részvétel, ahol a NASA a későbbi Space Shuttle előfutárának számító, extrém magasságokra emelkedni képes és extrém sebességeket elérő géppel repült. Ezt az időszakot is számos repülőesemény tarkította, amikor csak nagy szerencsével tudott megúszni egy-egy éles helyzetet.
1962-ben jelentkezett a NASA felhívására űrhajósjelöltnek (beindult a Gemini-program, és a Mercury-program veteránjai mellé a NASA-nak új emberekre volt szüksége). A NASA második űrhajós-válogatásán kilencedmagával lett az ún. Új Kilencek tagja, és mint ilyen, űrhajósjelölt. Szerteágazó kiképzése végén először a Gemini V tartalék legénységének tagja lett, majd jött az űrhajós tűzkeresztség, a Gemini VIII parancsnoki jelölése. A Gemini–8 repülésen egy űrrandevú végrehajtása, majd a világ első űrhajók közötti összekapcsolódásának végrehajtása volt a feladat. Ennek sikeres végrehajtása után azonban az űrhajó meghibásodása folytán egy komoly vészhelyzet állt elő, amelyet Armstrong az ájulás szélén, nagy lélekjelenléttel oldott meg, igaz, a repülés további céljainak feláldozása árán. Később még a Gemini XI tartalék parancsnoki jelölését kapta.
Az Apollo-programba átkerülve Armstrong előbb az Apollo–8 tartalék parancsnoki megbízatását kapta, majd kicsit később a legtörténelmibb küldetés, az Apollo–11 parancsnoki kinevezésének megtiszteltetése érte. Ebbéli minőségében 1969. július 16.–24. között járt a Holdnál, amelyre 1969. július 20-án – társával, Buzz Aldrinnal – le is szállt Eagle nevű holdkompjukon. Armstrongé volt a privilégium, hogy elsőként szállhatott ki egy másik égitest felszínére. Ekkor mondta el máig fennmaradt híres mondatát – Kis lépés ez egy embernek, de hatalmas ugrás az emberiségnek –, majd két és fél óráig tartózkodott a később hozzá csatlakozó Aldrinnal a holdfelszínen. A sikeres holdsétát követően aztán az űrhajósok szerencsésen visszatértek a Földre.
A holdra szállást követően Armstrong – protokollfeladatait, köztük a Giant Leap Tour jószolgálati körútját teljesítve – más beosztásba került a NASA-n belül, a repülésekért felelős igazgató lett. Alig egy év múltán elhagyta a NASA-t és a Cincinnati Egyetem oktatója lett. Egyetemi oktatósága mellett egy ohiói farmon gazdálkodott, illetve különböző cégekben vállalt tisztségeket.
Kétszer nősült, először Janet Elizabeth Shearont vette el 1956-ban, akitől három gyermeke, Eric, Karen és Mark született (Karen korán, kétévesen egy agytumor okozta szövődményben elhunyt), míg másodszor 1994-ben Carol Held Knightot vette feleségül. 2012-ben szívrendellenességet állapítottak meg nála, amelyet az orvosok egy koszorúér-bypassműtéttel igyekeztek megoldani, ám Armstrong a műtétet követően 2012. augusztus 25-én a szövődményekbe belehalt. Halála után az egész amerikai társadalom gyászolta, az amerikai kormány nagyszabású gyászmisén búcsúztatta. A mise után a temetésére az Atlanti-óceánon került sor, ahová egy amerikai hadihajó szállította a hamvait, amit aztán a család a tengerbe szórt.

## Gyermekévei
Neil Armstrong 1930. augusztus 5-én született az ohiói Wapakoneta mellett, Stephen Koenig Armstrong és Viola Louise Engel legidősebb fiaként. Később két testvére született még, húga, June és öccse, Dean. A család német, ír és skót gyökerekkel rendelkezik (utóbbi ágról ered az Armstrong név). Armstrong édesapja könyvvizsgálóként dolgozott állami alkalmazottként, és mint ilyen, folyamatosan az állami szerveket ellenőrizte, városról városra vándorolva. Az Armstrong család ezért az apa megbízatásait követve folyamatos költözésben volt, tizennégy év alatt tizenhat városban is megfordultak. Armstrong repülés iránti vonzalma is ebből az időből származik. Édesapja gyakran vitte el az Egyesült Államok-szerte akkoriban divatos repülőbemutatókra. A családi legendárium szerint Neil kétévesen járt először repülőversenyen, és hatéves volt, amikor egy ilyen bemutató alkalmával egy Ford Trimotor fedélzetén először ült repülőgépen, sétarepülés keretében. Érdeklődése a katonai repülés felé akkor terelődött, amikor Japán megtámadta Pearl Harborban az Egyesült Államokat.
Édesapja 1944-ben felhagyott a vándorélettel, és letelepedett Wapakonetában. Armstrong beiratkozott a Blume Középiskolába, és szabadidejében kijárt a helyi füves repülőtérre. Armstrong számára megszokott volt, hogy kisebb munkákat vállalt, így először a reptéren is apróbb kisegítő munkákban vett részt (hangártakarítás, a gépek lemosása stb.). Ezek „ellentételezéseként” ajánlották fel neki, hogy felviszik egy-egy körre repülni. A repülés élménye annyira megragadta a fiatal Armstrongot, hogy tizenhatodik születésnapjára levizsgázott, és egy diák repülőjogosítvány lapult a zsebében, még mielőtt autóvezetésre szóló jogosítványa lett volna. Egy másik fontos tevékenysége ez idő tájt a cserkészmozgalomban való részvétele volt. Iskolai évei alatt aktív cserkész volt, ahol elérte a Sas Cserkész fokozatot (a legmagasabb cserkészkitüntetést a kiváló teljesítményéért, amelyet mindössze a fiúk 4%-a ér el). Ezen élményei olyan élesek voltak, hogy később a Holdra is magával vitte cserkészjelvényét.

## Karrierjének állomásai
Neil Armstrong életét a repülés és a mérnöki szemlélet határozta meg. Életpályáját át- és átszőtte az a törekvése, hogy mérnöki oldalról közelítse meg a rá bízott problémákat, és lehetőség szerint mindig a mérnöki munka élvonalában tartózkodhasson. Korának egyik technológiai „csúcsterülete” volt a repülés, amely később az űrrepülésben fejlődött tovább. Ez olyan high tech frontvonala volt az alkalmazott mérnöki tudományoknak, amelyet Armstrong keresett, és szinte megszállottan vetette bele magát a terület problémáinak megoldásába, és ez a szándék vezérelte hosszú időn át életpályája során.

### Egyetemi évei
A fiatal Armstrong életét és szakmai irányultságát a továbbiakban a repülés határozta meg, így tanulmányai is ebbe az irányba fordultak: 1947-ben (17 évesen) repülőmérnöki stúdiumra jelentkezett a Purdue Egyetemre. Ugyancsak jelentkezett és fel is vették a sokkal nagyobb reputációjú Massachusetts Institute of Technology (MIT) egyetemre Cambridge-be, ám egyik nagybátyja, aki korábban az MIT hallgatója volt, lebeszélte erről, mondván, hogy nem kell egészen Massachusettsig utazni, ha valaki repülési ismereteket akar tanulni (Massachusetts földrajzilag viszonylag messze esik Ohiótól, Neil szülőföldjétől).
Neil az iskolát egy speciális ösztöndíjrendszer, a Holloway-terv keretében teljesítette. Ennek abban állt a lényege, hogy a diák tandíját katonai szolgálatra válthatta. Így a sikeres jelentkező először két évet tanult az egyetemen, amelyet kétéves repülőkiképzés, majd egy év tényleges szolgálat követett az amerikai haditengerészet kötelékében, és végül ezek letelte után visszatérhetett az egyetemre, és újabb két év alatt diplomát szerezhetett.
A program első szakaszában tehát Armstrong a Purdue Egyetemre járt (akkoriban ez nagy szó volt, hiszen az amerikaiaknak mindössze egynegyede érettségizett és mindössze huszada végzett felsőfokú intézményben). Ez idő alatt Armstrong főleg azért aggódott, mert a repülés forradalma olyan gyors fejlődést hozott az ő szakterületén, hogy mire végez, már nem marad számottevő repülési teljesítmény, és a tudása is elavult lesz. Tanulmányainak első két éve alatt lépte át Chuck Yeager a Bell X–1 géppel a hangsebességet, lényegében az összes különleges földrajzi pontot meghódították repülőgéppel, Wernher von Braun irányítása alatt egy, az amerikai hadsereg által zsákmányolt V-2 rakétával elérték a 110 kilométeres magasságot, azaz az első űreszköz felért a világűrbe, vagy egy pilóta 500 csomós sebesség mellett sikeresen katapultált egy F2H–1 Banshee repülőgépből.
A katonai behívó 1949-ben megszakította Neil tanulmányait, melyeket 1952-ben visszatérve folytatott. A tanulmányai ezen második szakaszában eredményei javultak (végül tanulmányi átlaga elérte a 4,8-at a lehetséges 6,0-ból). Az egyetemen tagja lett a Phi Delta Théta társaságnak, amelynek diákszállásán lakott. Sokoldalúságát bizonyítandó, két musicalt is írt és társrendezett (a dalokat egy Walt Disney-filmből és egy Gilbert és Sullivan műből vették át, alkalmanként új szöveggel). Ez idő alatt a repülésről sem feledkezett meg, mivel a Purdue Aero Flying Clubjának elnöke volt, és alkalmanként repülni is adódott lehetősége a klub Aeronca és Piper gépeivel, amelyeket az egyetem a közeli Aretz reptéren tartott Lafayette-ben. Végül 1955 januárjában szerezte meg a BSc fokozatot a repülőmérnöki szakon. Később, 1970-ben elvégezte az MSc képzést is a Dél-kaliforniai Egyetem padsoraiban (illetve számos egyetem avatta tiszteletbeli doktorává).
Ezen időszak legfontosabb magánéleti eseménye volt Armstrong számára, hogy megismerkedett Janet Elizabeth Shearonnal, későbbi feleségével. Kapcsolatuk viszonylag furcsán alakult, saját bevallásuk szerint is nem volt nevezhető együttjárásnak, ám Armstrong mégis feleségül kérte a lányt, akivel 1956. január 28-án a wilmette-i kongregacionalista templomban egybekeltek. Később a munka Kaliforniába szólította Neilt, emiatt Janet abbahagyta az egyetemet (ahol háztartástant tanult), amelyet később sohasem fejezett be (és amely döntését mindig is bánta).

### Haditengerészet
A szerződése szerint az egyetemi tanulmányai megszakításával Armstrong 1949. január 26-án kapta meg behívóját, amellyel az amerikai haditengerészet Pensacola Támaszpontjára kellett bevonulnia, és az 5-49 osztályban (azaz az 1949-es évfolyam ötödik csoportjában) megkezdeni a kiképzést. 1949. február 24-én megkapta első rendfokozatát (midshipman – a legalacsonyabb tiszthelyettesi besorolást), és nekikezdhetett a repülőkiképzésének. A kiképzések a North American SNJ kiképzőgépén kezdődtek, amelyek során az oktatója nem volt mindig maradéktalanul elégedett Neillel, de az 1949. szeptember 7-ei ellenőrző repülés után megkapta az „egyedülrepülésre alkalmas” minősítést, amellyel aztán 1949. szeptember 9-én repült ki először egyedül. A kiképzés során A-tól L-ig terjedő lépcsőzetes rendben haladt előre a repülőkiképzés, amely a fizikai alapkiképzéstől egészen a repülőgép-hordozós leszállásokig terjedt. 1950. március 2-án került sor az utolsó szakasz, az „L” hordozós leszállásaira, amikor a Mexikói-öbölben járőröző USS Caboton (egy második világháborús veterán, egyenes fedélzetű repülőgép-anyahajón) teljesítette a kötelező hat fel- és leszállást. A fel- és leszállások során a leszállásirányító tiszt kis tárcsákkal jelezte a pilótának, hogyan helyezkedjen, ám amikor úgy látta, hogy a pilóta nem lesz képes leszállni, akkor a tárcsákkal integetve „továbbintette”, azaz átstartolásra utasította a jelöltet, és a kísérletet sikertelennek minősítették. Armstrong a hat kísérlete során egyetlen ilyen „továbbintést” sem kapott.

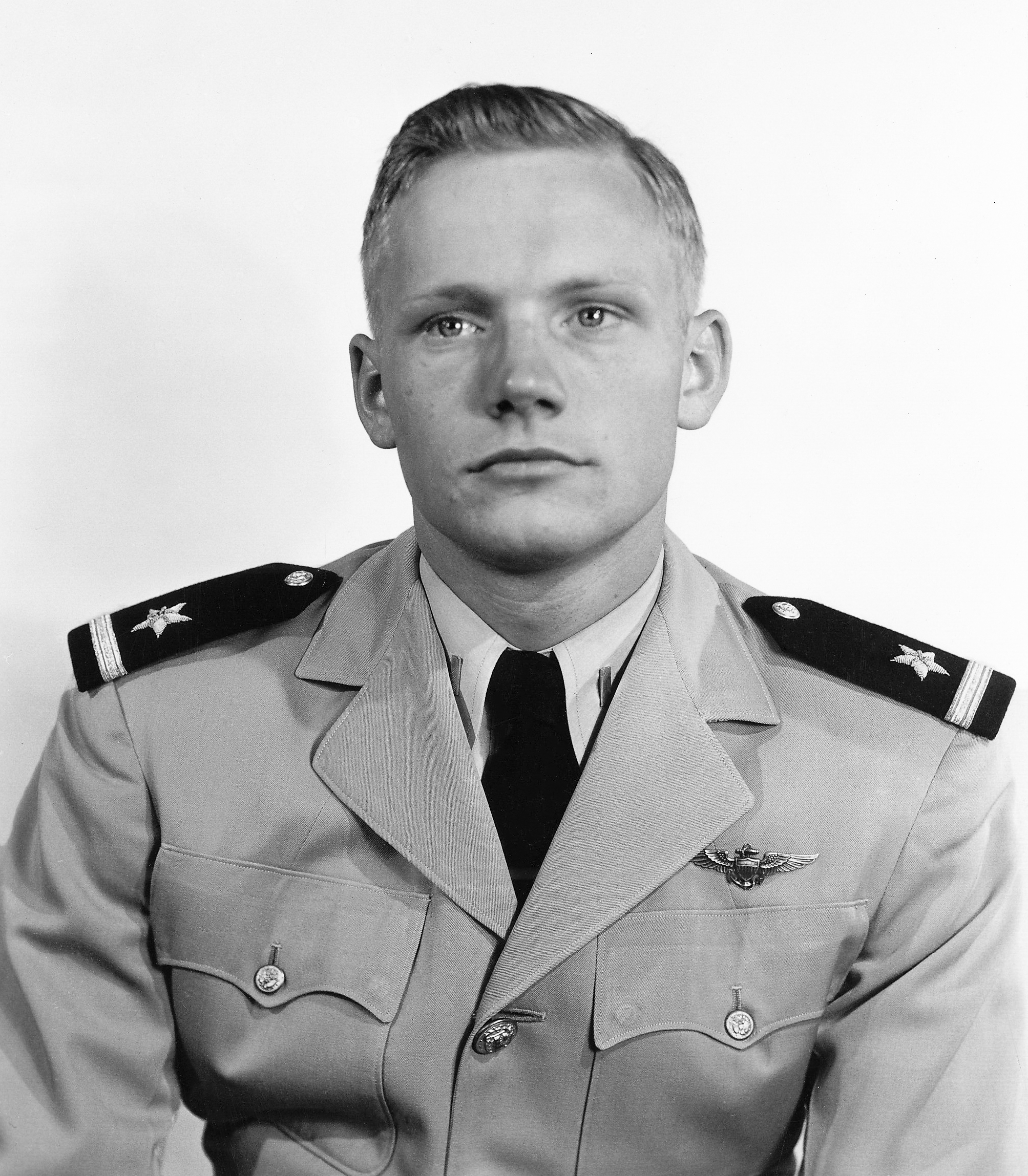
Zászlósként 1952. május 23-án vadászszázada legfiatalabb tagjaként

A következő állomás a haditengerészet San Diegó-i támaszpontja volt, ahol első harci alakulatához, a Fleet Aircraft Service Squadron (FASRON) 7-hez, majd 1950. november 27-én a VF–51 századához osztották be. Beosztása egy tisztán sugárhajtású gépekkel üzemelő vadászszázadhoz szólt, ahol 1951. január 5-én először repült ki egyedül egy F9F Pantherrel, még szárazföldi gyakorlás során. 1951. június 5-én előléptették zászlóssá, és két nappal később teljesítette a USS Essex anyahajón az első sugárhatású, hordozós leszállását is. Az Essex 1951. június 28-án hajózott ki Kaliforniából és indult útnak Korea felé, hogy részt vegyen a koreai háború harcaiban. Félúton, Hawaiinál a VF-51 a partra települt a Barber Point Haditengerészeti Bázisra, ahol vadászbombázó-gyakorlatot tartottak, majd visszatelepültek az anyahajóra. Az Essex 1951. augusztus 22-én csatlakozott a Tonsan-öbölben a Task Force 77 harccsoporthoz, egy kb. 20 hajóból álló haderőhöz, amelynek kötelékében két nappal később bocsátkoztak harcba a koreai hadszíntéren. Armstrong is hamar átesett a tűzkeresztségen, légi felderítő gépek kíséreteként. Hamar feltűnést keltett, hogy Marshall Beebe, az Essex repülőgépes alakulatainak parancsnoka rendszeresen Armstrongot kérte kísérőjének.

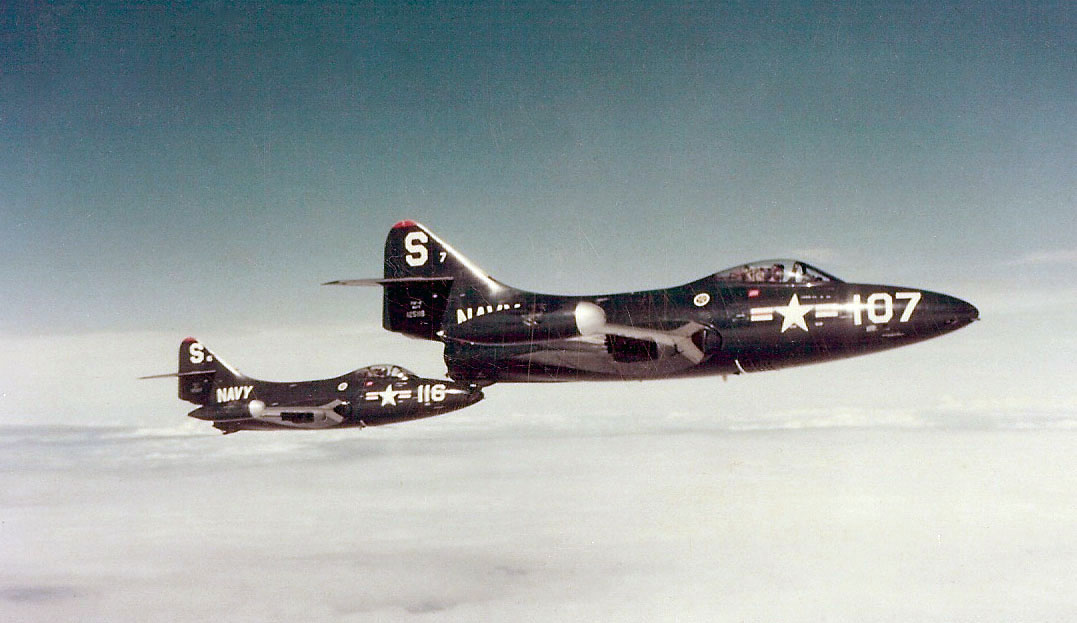
A VF–51 két F9F Panthere Korea felett (a távolabbi, 116 oldalszámú gép pilótafülkéjében Neil Armstronggal)

Neil Armstrong életének egyik legfontosabb eseménye 1951. szeptember 3-án következett be, amikor kis híján életét vesztette. Aznap fegyveres felderítő feladatot kapott egy Vonszantól nyugatra fekvő település, Majon-ni felett, ahol teherpályaudvarokat és egy hidat kellett felderítenie és támadnia. A támadás keretében alacsonyan repülve dobta le bombáit 560 km/h sebesség mellett, amikor Pantherét légvédelmi találat érte. Hosszas küzdelem árán tudta csak visszanyerni az uralmat a gép felett, ám amíg ez meg nem történt, vészesen alacsonyra süllyedt, ahol a szárnyával elkapott egy 6 méter magasan kifeszített kábelt, amelyet a koreaiak éppen az alacsonyan repülő támadó repülőgépek ellen feszítettek ki. A kábel Armstrong jobb szárnyvégéből kb. 2 méternyi darabot vágott le. Hosszas küzdelem árán tudott csak elvergődni baráti terület fölé (a repülőgép sérülésének helyén való katapultálás a biztos fogságba eséssel járt volna), társa kíséretében végül eljutott a tengerpartig. Ott aztán katapultált (és ő lett a VF-51 század első pilótája, aki katapultált Korea felett), és remélte, hogy vízre tud leereszkedni az ejtőernyőjén, de rosszul mérte fel a körülményeket, és a szél a szárazföld fölé sodorta, ahol egy rizsföldre ereszkedett le. Egyetlen sérülést szenvedett földet éréskor, eltört a farokcsontja, illetve a sisakja is. Az érte küldött mentőalakulat egy ismerős tagja mesélte el neki, mekkora szerencséje volt, hogy nem a vízre szállt, ahogy eredetileg tervezte, mert azt röviddel korábban elaknásították a koraiak.
Armstrong az Essex ügyeletes tisztjeként élte át a hajó egyik legnagyobb katasztrófáját, amely több áldozattal és veszteséggel járt, mint a harci bevetések. Szeptember 16-án John Keller úgy tartott vissza a hajóra, hogy előzőleg összeütközött a levegőben egy másik géppel, ám a leszálláskor hibát vétett, és a gépe bevágódott a fedélzet végén parkoló feltöltött, felfegyverzett gépek közé. Hatalmas tűz ütött ki, hét ember meghalt, tizenhat súlyosan megsebesült, és nyolc gép égett hamuvá, vagy tolták le a traktorok a fedélzetről a tengerbe. A katasztrófa nyomán a hajót kivonták a harcokból, és visszavonták Jokoszukába.
Az Essex öt harci bevetést teljesített Armstronggal a fedélzetén, aki utoljára 1952. március 5-én repült harci bevetést. Összesen az öt harci forduló és hét hónap alatt 78 bevetést teljesített, és 121 órát töltött a levegőben, miközben 27 bajtársa halt meg. Bevetései típusánál fogva nem ért el légi győzelmet ellenséges gépek felett, de számos földi célpontot semmisített meg. Az első húsz harci bevetéséért megkapta a Légi Kitüntetést, az újabb negyvenért pedig két aranycsillagot, a Koreai Szolgálatért Medált és Ütközetért Csillagot, a Nemzet Védelmi Szolgálatáért Kitüntetést és az Egyesült Nemzetek Koreáért Kitüntetést. Szolgálata 1952. február 25-én járt le, ám mivel más hajók gondjai miatt az Essex még bevetésben maradt, két hetet még továbbszolgált, majd meghagyva rendfokozatát, tartalékállományba került, és áthelyezték egy szállító zászlóaljhoz, a VR–32-höz. Az aktív szolgálatból 1952. augusztus 23-án szerelték le, de megmaradt tartalékállományban, és előléptették alhadnaggyá. Tartalékosként tovább teljesített repüléseket a jártassága fenntartásáért, előbb a VF-724 kötelékében a glenview-i haditengerészeti támaszponton Illinoisban, majd később Kaliforniában a Los Alamitos Támaszponton. Tartalékos állományban egészen 1960. október 21-ei leszereléséig megmaradt.

### Berepülőpilótaként

Az Edwards támaszponton kezdődő munkája elejéről

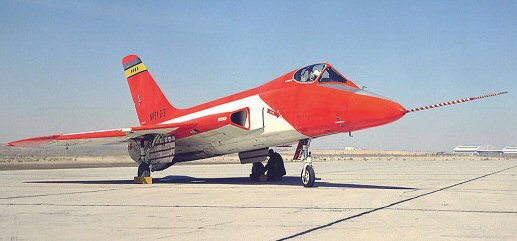
Neil Armstrong egy F5D-1 Skylancer pilótafülkéjében

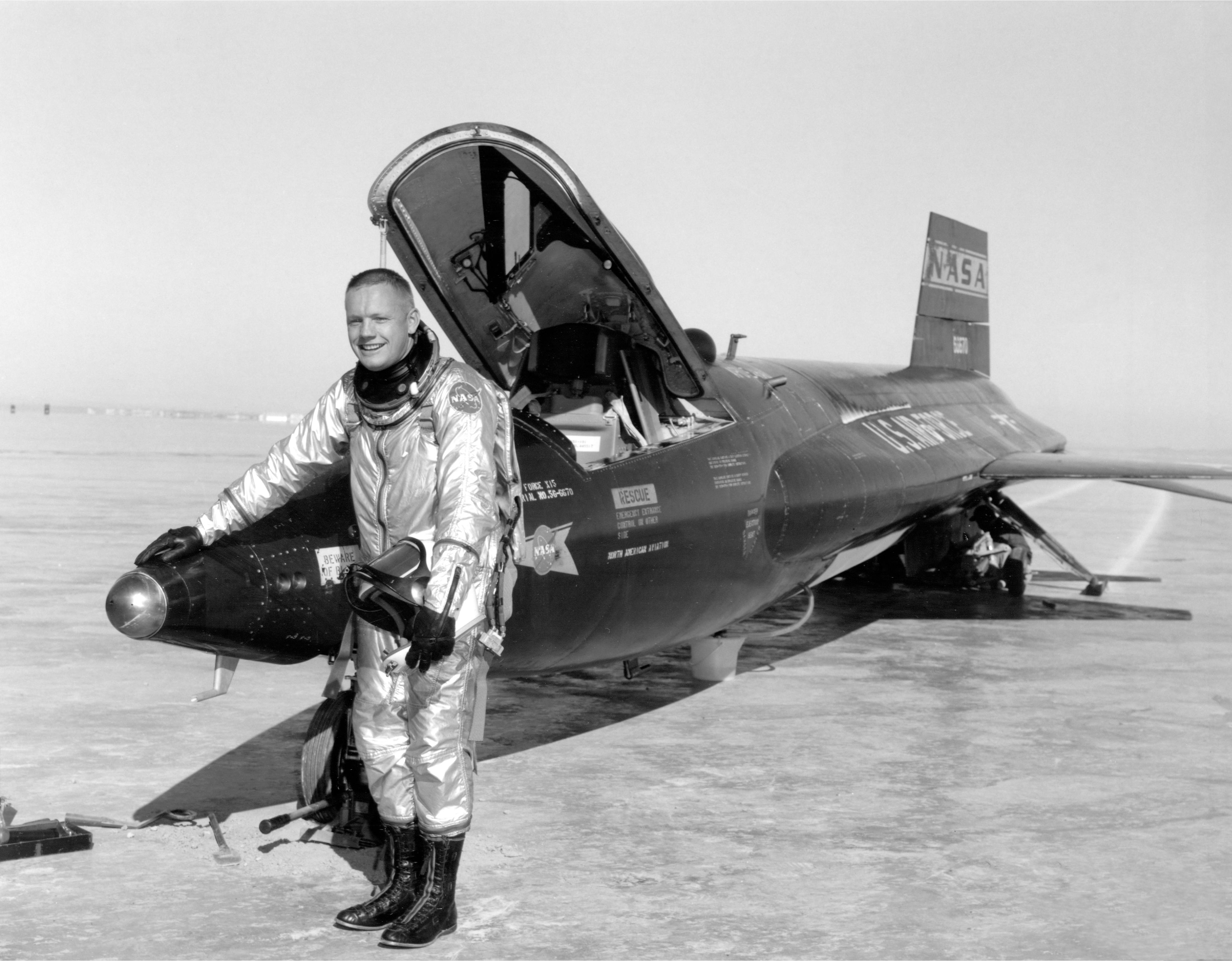
Berepülőpilóta karrierje csúcsát jelentő X–15 a Muroc-tó medrében leszállás után

Az egyetem befejezése után Armstrong válaszút elé érkezett. Arról kellett döntenie, hogy repülőmérnöki diplomájával mik a lehetőségei. Három lehetőséget látott: vagy a hadsereghez jelentkezik szolgálatra, vagy valamelyik repülőgépgyárnál vállal állást, vagy a repülési kísérletek világa felé orientálódik, és valamelyik állami kísérleti kutatóbázison kerül be egy repülőgép pilótafülkéjébe. Az első opció volt a legkevésbé kecsegtető, a második inkább anyagilag jelentett volna sokat, míg az utolsó a mérnöki munka szempontjából lett volna érdekes, bár anyagilag jóval kevésbé megfelelő. Neil az utóbbit választotta. Benyújtotta a jelentkezését a NACA Nagysebességű Repülési Állomására, a híres Edwards légibázisra, amely akkoriban a pilóták mennyországának számított. A jelentkezés idején éppen nem volt üres státusz az Edwardson, ezért a jelentkezést átirányították a NACA egy másik kutatóközpontjához, a clevelandi Lewis Repülési Meghajtási Laboratóriumhoz, ahol Armstrongot alkalmazták is 1955. március 1-jétől. Armstrongnak csak pár hónapig kellett itt dolgoznia, amikor megüresedett egy hely az Edwardson, ahol rögtön felmerült Armstrong neve, így a Nagysebességű Repülő Állomás hamar átvette őt a Mojave-sivatagba.
Pilótaként legkülönfélébb repülőkkel a legkülönfélébb feladatokat kapta. Projektpilóta volt például a híres százas széria repülésein, amelyeket olyan gépekkel végeztek, mint a North American F–100 Super Sabre, McDonnell F–101 Voodoo, a Lockheed F–104 Starfighter, a Republic F–105 Thunderchief és a Convair F–106 Delta Dart. Ezen sorozat minden tagját szolgálatba állította az amerikai haderő valamely része, és a folyamatos továbbfejlesztésük volt a cél. Ismét más feladatkört jelentettek a tisztán repüléskutatási céllal épített gépek, mint a Bell X–1B, vagy a Douglas D–558–2 Skyrocket, illetve a North American X–15 rakétagépek. Az új fejlesztésű gépek berepülésén kívül számos más támogatófeladat, ejtőteszt, légi utántöltés, vagy más repülés részese volt, Douglas DC–3-on, Boeing B–29 Superfortressen, Boeing B–47 Stratojeten, Boeing KC–135 Stratotankeren, Lockheed T–33 Shooting Staron, North American F–86 Sabre-on, McDonnell Douglas F–4 Phantom II-n, vagy Douglas F5D–1 Skylanceren. Karrierje során több mint 200-féle repülőgéppel repült, így sugárhajtású gépekkel, rakétarepülőgépekkel, helikopterekkel és vitorlázó repülőgéppel is.
Berepülőkarrierje legérdekesebb és egyben legveszélyesebb epizódjai azok a repülőesemények voltak, amelyeket mindig sikerült ép bőrrel megúsznia, bár nagy esélye volt, hogy belehal valamelyikbe. Első ilyen kalandja egy B–29 Superfortressen történt, amelyen egy Douglas D–558–2 Skyrocket kísérleti gép ejtőtesztjét végezték. Ez abból állt, hogy az óriási bombázó törzse alá a bombakamrába függesztették a kis rakétagépet, majd a bombázó felvitte a 10 000 méter körüli szolgálati magasságba, ahol ledobták a rakétagépet, amely a levegőben indította be a saját rakétahajtóművét, és tovább emelkedve elvégezte a kísérleti repülését, majd mindketten egymástól függetlenül leszálltak. Az egyik ilyen repülés során Dan Butchart gépparancsnok mellett Armstrong volt a B–29 másodpilótája, amikor 9000 méterre érve az óriásgép 4-es hajtóműve leállt, a légcsavar pedig szélforgóként forgott tovább. Butchart megnyomta a kapcsolót, amely a haladás irányába fordítja a légcsavar tollait és megállítja a forgást. Ennek hatására a forgás előbb lassulni, ám kisvártatva ismét gyorsulni kezdett, egészen addig, míg már a légcsavar gyorsabban forgott, mint a többi. Félő volt, hogy szétesik a hajtómű, és a légcsavartollak összetörve szanaszét repülnek. Ekkor a Skyrocket vészleoldásáról döntöttek (a B–29 nem szállhatott le hasa alatt a kísérleti géppel). Abban a pillanatban, amikor leoldották a rakétagépet, a légcsavarház felrobbant és a légcsavartollak szanaszét repültek. Az egyik tönkretette a hármas hajtóművet és eltalálták a kettest is. Butchart és Armstrong arra kényszerültek, hogy leállítsák a sérült hármas hajtóművet és az egyest is, hogy kiegyenlítsék a csak egy szárnyon megmaradt hajtóművek forgatónyomatékát. A B–29-nek így egyetlen megmaradt hajtóművel, egy óriási spirált repülve kellett leereszkednie a 9 km magasságból, lényegében egy kontrollált zuhanást végrehajtva. Armstrongék végül szerencsésen földet értek.
Egy másik alkalommal, Armstrong első felszállásán egy rakétahajtású repülőgépen, a Bell X–1B tesztjén, leszálláskor becsuklott az elégtelenül tervezett orrfutó. Egy másik legendássá vált hiba történt az X–15 programban, amikor hatodik alkalommal repülte a kísérleti gépet, Armstrong az MH–86 irányítórendszert tesztelte (amely a nagy magasságokban tapasztalható közel vákuumban segített manőverezni), 63 000 méterre vitte fel az X–15-öt. Amikor elérte a csúcsmagasságot, süllyedni kezdett, ám eközben „lepattant” az atmoszféráról, mint a vízen kacsázó kavics, és érthetetlen módon ismét emelkedni kezdett. Ez teljesen megváltoztatta a repülési profilt, amely az X–15-höz hasonló gépen a leszállás leghosszabb fázisát meghajtás nélkül, kvázi vitorlázva teszi meg (mint majd később tette azt a Space Shuttle), ez meglehetősen problémás volt. Armstrong így Mach 3 sebességgel ért a leszállóhely fölé, és hogy ezt a sebességet lefékezze, a tervezettnél jóval messzebbre kellett elmennie, mielőtt visszatért a Muroc-tó medre fölé. A legendárium szerint Armstrong egészen Los Angelesig, Pasadenáig repült, elhaladt a Rose Bowl stadion felett, jóval délre letért a kijelölt útvonaltól, majd alig tudott visszaevickélni az Edwards tómedrén belülre. Végül a mind időben, mint távban leghosszabb X–15 repülést teljesítve, éppen beesve a Muroc-tó peremén, a józsuéfákat szinte súrolva szállt le a kiszáradt tómeder déli szélén. Armstrong egyébként összesen hét alkalommal repülte a kor kísérleti csúcsgépét az X–15 programban, amelynek során a legnagyobb sebesség Mach 5,74 (6420 km/h), a legnagyobb magasság 63,1 km volt (érdekesség, hogy a projektben a 12 X–15-pilótából mindössze három volt, aki nem lépte át a kezdetben Amerikában 80 km magasan húzott határt, amelyet az űrnek tekintettek, és ennek a kisebbségnek Armstrong is tagja volt).
További repülőesemények is történtek Armstronggal berepülőkarrierje során. Életében egyetlenegyszer repült együtt a legendás Chuck Yeagerrel 1962. április 24-én. A repülést egy kétüléses T–33-ason hajtották végre, és a feladatuk az volt, hogy felmérjék, vajon a Smith Dry Lake kiszáradt tómedre alkalmas-e egy X–15 leszállásához vészhelyzet esetén. Yeager saját visszaemlékezése szerint tudta, hogy a korábbi esők miatt itt nem lehet leszállni, de Armstrong ragaszkodott hozzá, hogy próbálják ki. A leszállási kísérlet során aztán a repülőgép elakadt a tómederben, úgy kellett kimenteni. Yeager hangosan kinevette Armstrongot. A két legendás pilóta viszonya ettől kezdve megromlott.
Armstrong utolsó repülőeseménye berepülőként az ún. „Nellis-affér” volt 1962. május 21-én. Ekkor egy F–104-essel küldték ki Nevadába, a Delamar Dry Lake-re, hogy felmérje, alkalmas-e a kiszáradt tó vészhelyzet esetén leszállásra. A leszállási próba során hibát vétett, elnézte a magasságot, és nem vette észre, hogy a futómű csak félig nyílt ki. Amikor megpróbált átstartolni, az egyik vezérsík és a futómű-aknaajtó beleakadt a földbe, amitől megsérült a rádióantenna és elszállt a hidraulika. Armstrong ekkor úgy döntött, hogy a közeli, jól felszerelt Nellis támaszponton száll le. A támaszponton rádió híján szárnybillegtetéssel jelezte leszállási szándékát, majd leszállt a futópályán. A kifutó túlfutásgátló rendszerrel (keresztbe kifeszített láncokkal) volt felszerelve, és mivel nem volt hidraulikanyomás, Armstrong gépének leszállóhorga is kieresztett állapotban volt. A horog beleakadt az egyik láncba, és kitépte azt. Az így megsérült pályát harminc percbe tellett rendbe tenni. Armstrong (akinek elhallgatott a rádiója, és eltűnt a radarról, ezért az Edwardson sokáig a legrosszabbtól tartottak) telefonon jelentette a történteket parancsnokának, és kérte, hogy juttassák haza. Pilótatársát, Milt Thompsont küldték érte egy kétüléses F–104-essel, ám Thompson is elvétette a leszállást az erős oldalszélben, és olyan keményen tette oda a gépét, hogy a főfutó gumija szétrobbant, a gép a kifutón rekedt, újra hosszabb időre eltorlaszolva azt. Ekkor Bill Dana indult értük egy T–33-mal, de az ő leszállása is hosszúra sikerült. A Nellis haját tépő ügyeletes tisztje azt mondta, nem kér több NASA-pilótát, hanem kerít nekik egy buszt, ami hazaviszi őket közúton.

### Űrhajóskarrierje
Neil Armstrong mindig is nagyon tudatosan építette a karrierjét, azt a területet kereste a szakmájában, amely valamilyen formában a mérnöki munka legfontosabb, legidőszerűbb kérdéseivel foglalta, amely valamilyen módon a csúcstechnikát ostromolta. A repülésben az 1950-es–1960-as évek fordulóján ez a terület a légkörön kívüli repülés volt. Az első ilyen programot az amerikai légierő indította Man in Space Soonest néven, és azt célozta, hogy embert juttasson az űrbe. A projekt keretében végül kilenc jelöltet válogattak ki, köztük Neil Armstrongot (őt annak ellenére, hogy civil NACA-alkalmazott volt). Ám az ARPA (Advanced Research Project Agency) végül törölte a projektet, amikor Dwight Eisenhower elnök bejelentette a NASA megalapítását és az összes haderőnemnél és a NACA-nál folyó kísérleti programot abban vont össze, így a légierő beszüntette a programot, a NASA pedig Mercury-programként vitte tovább (új űrhajós-válogatást lefolytatva), így Armstrong kiválasztása is zsákutcába torkollott. Ugyanígy járt egy hasonló programmal, az X–20 Dyna-Soarral, amely 1960 novemberében indult, és szintén egyfajta űrrepülőgép létrehozása volt a feladata (lényegében egy katonai felhasználású űrsiklót tervezett volna a Boeing a USAF részére). Armstrongot erre a programra is kiválasztották pilótának hetedmagával, ám később az X–20 is leállításra került.

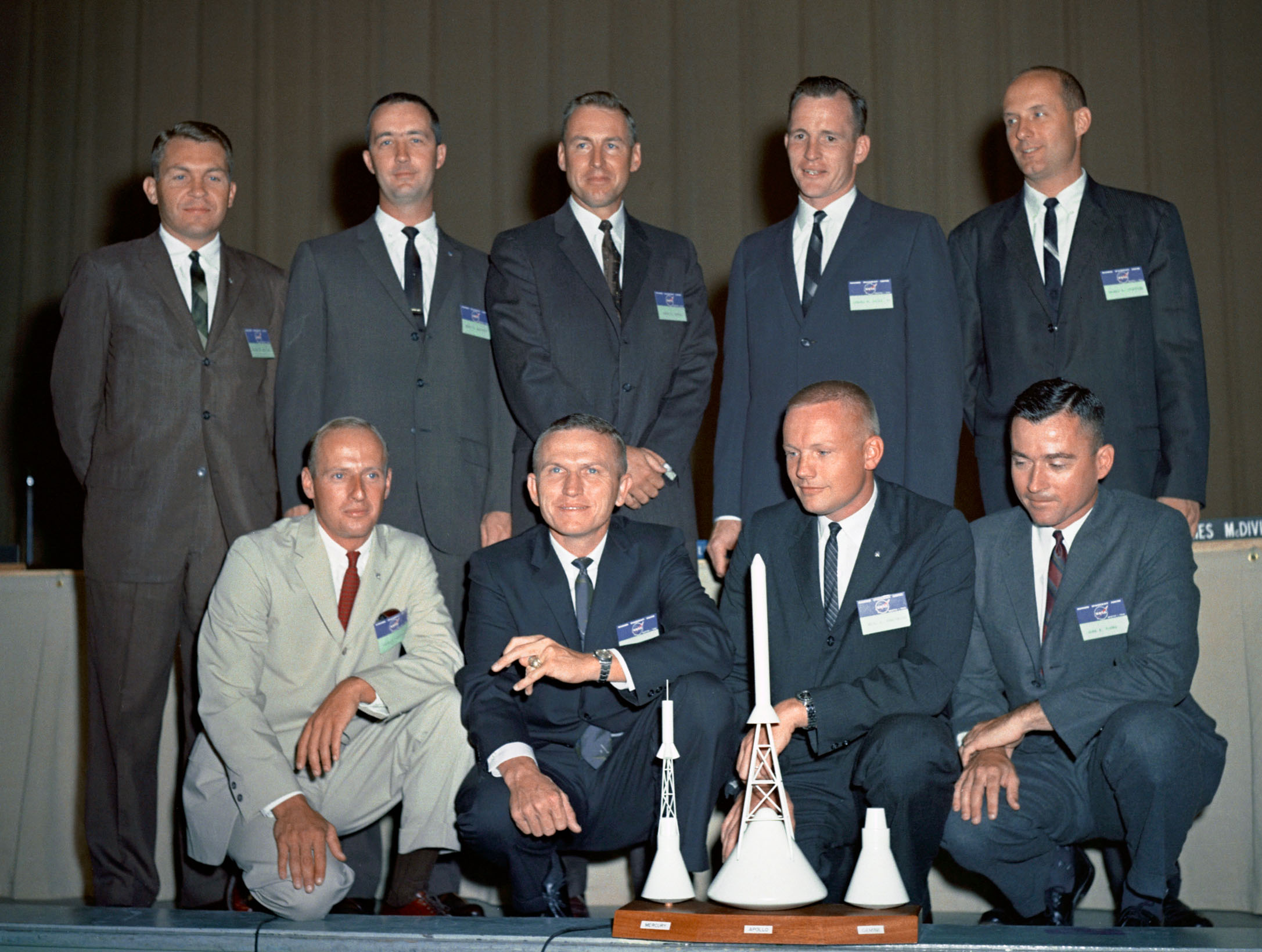
A NASA második űrhajósválogatásának befutói, az Új Kilencek

Neil Armstrong végül sikeres jelentkezése elég kalandosra sikeredett. A NASA (a Mercury-program híres-hírhedt válogatása és a eredeti hetek kihirdetése után) új űrhajósokat keresett, mivel a beindított új programok – Gemini–program, Apollo–program – követelményei sokkal több embert igényeltek, mint a rendelkezésre álló és egészségügyi, vagy más okból folyamatosan fogyatkozó állomány. Armstrongot két esemény is hátráltatta abban, hogy tudomására jusson és döntsön is a jelentkezésről. Az egyik egy tragikus haláleset: kétéves lánya, Karen 1962. január 28-án hunyt el tüdőgyulladásban (amely azonban egy agytumor szövődménye volt), amely tény árnyékot vetett Armstrong életére, munkájára, figyelmére. Emellett amikor a NASA a belső újságjában is közzé tette a toborzást, Neil hamarosan delegáltként elutazott a Seattle-i Világkiállításra, ahol az űrkutatás is a NASA által szponzorált téma volt. Innen csak 1962. június 4-én tért vissza, ám a NASA által kiírt jelentkezési határidő június 1. volt. A késés ellenére Armstrong elküldte pályázatát. Az elkésett pályázatokat Armstrong egy korábbi kollégája, Dick Day osztályozta, aki ismerte Armstrong képességeit (és tudatában volt, hogy az új kiírás 100%-ban az olyanokra volt kiírva, mint maga Armstrong), úgy döntött, hogy az elkésett pályázatot kiemeli és becsempészi a többi, érvényes pályázat közé. Így neki köszönhetően futott tovább Armstrong jelentkezése, amit aztán ki is választottak, hogy részt vegyen a további orvosi, fizikai, pszichológiai, szellemi, mérnöki és egyéb vizsgálatnak.
Deke Slayton, az űrhajósok (és már repülő személyzetek) NASA-beli főnöke 1962. szeptember 13-án hívta fel telefonon Neilt, hogy érdekli-e még, hogy űrhajósjelöltté váljon. Neil gondolkodás nélkül igent mondott, amely nyomán a NASA 1962. szeptember 17-én hozta nyilvánosságra az újonnan kiválasztott űrhajósjelöltek névsorát, amely tartalmazta Neil Armstrong nevét és mellette egy másik civil pilótáét, Elliot See-ét (igaz, a már a bejelentés előtt a sajtó felé kiszivároghatott, amely aztán széles körben híresztelte is, hogy a csoport tagja lesz az „első civil űrhajós” is). Az Új Kilencek esetében a NASA más követelményeket fogalmazott meg, és immár nem a kivételes egészségügyi kondíció volt hangsúlyos, hanem a mérnöki felkészültség.

#### Gemini–program

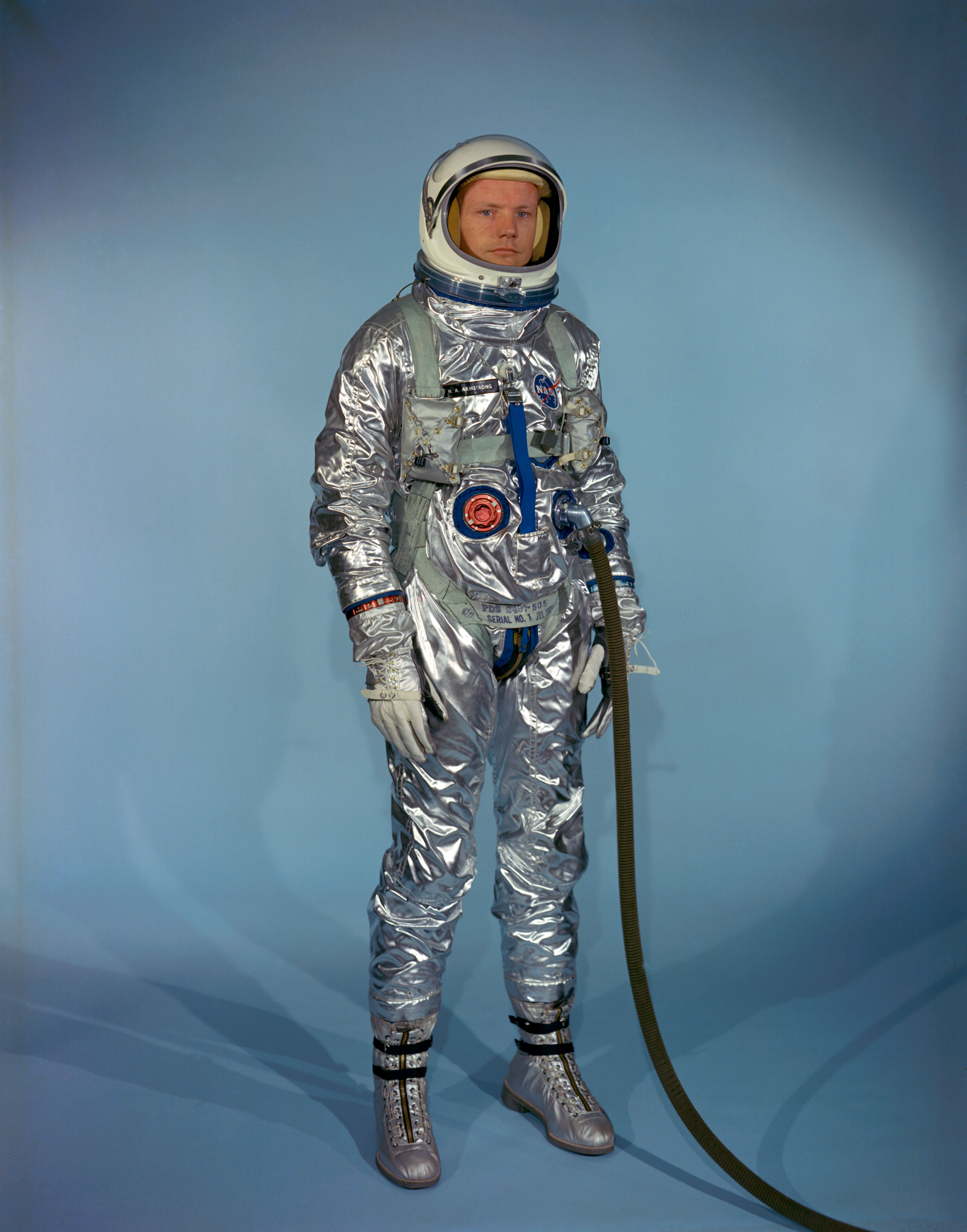
Egy 1963-as Gemini űrruha prototípusban (Gemini G2C)

Lévén Armstrong amúgy is NASA-alkalmazott, a státusza alig változott az űrhajóssá választásával, sőt, néhány hétig még az új feladata és a régi, edwardsos vezénylései között ingázott. Így történhetett, hogy októberben Elliot See-vel 2580 kilométert tettek meg autóval, hogy különböző NASA-központok között cikázzanak feladatról feladatra. Armstrong első feladata űrhajósként egyébként Wally Schirra Sigma–7-je startjának megtekintése volt Cape Canaveralen 1962. október 3-án. Ezt követően az Új Kilencek teljesen elváltak a Mercury-programtól. Névleg a Gemini–programhoz lettek vezényelve, a gyakorlatban azonban először általános kiképzésen, tapasztalatszerzésen kellett átesniük. A NASA szükségesnek látta, hogy a jelölteket, érkezzenek bármilyen képzési háttérrel, vagy kiképzési környezetből különböző foglalkozásokon továbbképzi csillagászati navigációból, meteorológiából, égi mechanikából, de elvezényelte őket a NASA a különböző űrhajó és rakéta részegységek gyártóhelyeire a McDonnellhez, a Boeinghez, a North Americanhez stb. Emellett számos szimulátoros gyakorlásnak is részesei lettek az űrhajósok, ahogy általános fizikai kiképzésnek is a centrifugában, vagy repülési jártasságuk fenntartását szolgáló gyakorlatoknak a T–33 Talon típusú repülőgépeken.

##### Gemini–5
Armstrong az első konkrét legénységi jelölését a Gemini V-ön kapta 1965. február 8-án: ő és Elliot See lettek a tartalék személyzet a harmadik emberes Gemini repülésen. Armstrong Gordo Cooper parancsnoki tartaléka, míg See Pete Conrad pilóta tartaléka lett. A repülés során a NASA először kísérletezett az űrrandevúval, és kijelölt egy nyolcnapos repülési időtartamot, amelyhez megfelelő eszközökre is szükség volt, ezek működőképességét, illetve egyéb kísérleteket végzett a tervek szerint a kísérlet. Ehhez két egyformán képzett személyzetre volt szükség, így Armstrongék is mindent begyakoroltak. Ám a NASA tapasztalansága miatt ez elé akadályok is gördültek: a Gemini–3, a Gemini IV és a Gemini V legénysége, összesen hat pár űrhajós szinte egy időben gyakorolt az egyetlen űrhajó-szimulátoron, amely rengeteg ütközéshez vezetett, és a később következő repülések űrhajósai kerültek háttérbe az időtervekben (különösen a másodrangú tartalékszemélyzetek). Mindezekkel együtt az űrhajósok sikeres kiképzési programot végeztek, amelynek nyomán végül az eredeti terveknek megfelelően startolhatott a Gemini V 1965. augusztus 21-én, és sikeresen teljesítették a kijelölt feladatokat, eltekintve az üzemanyagcella hibájától és attól, hogy ennek nyomán szinte mindent újra kellett tervezni, de ezen terveknek megfelelően egy ún. „fantom randevúval” (azaz egy céltárgy nélküli randevúval) a fő feladatot is teljesítették.
Armstrong a Gemini V tartalék személyzetének kiképzési feladatai mellett annak startjáig ellátta a Gemini–3 kisegítő személyzetének feladatait is.

##### Gemini–8

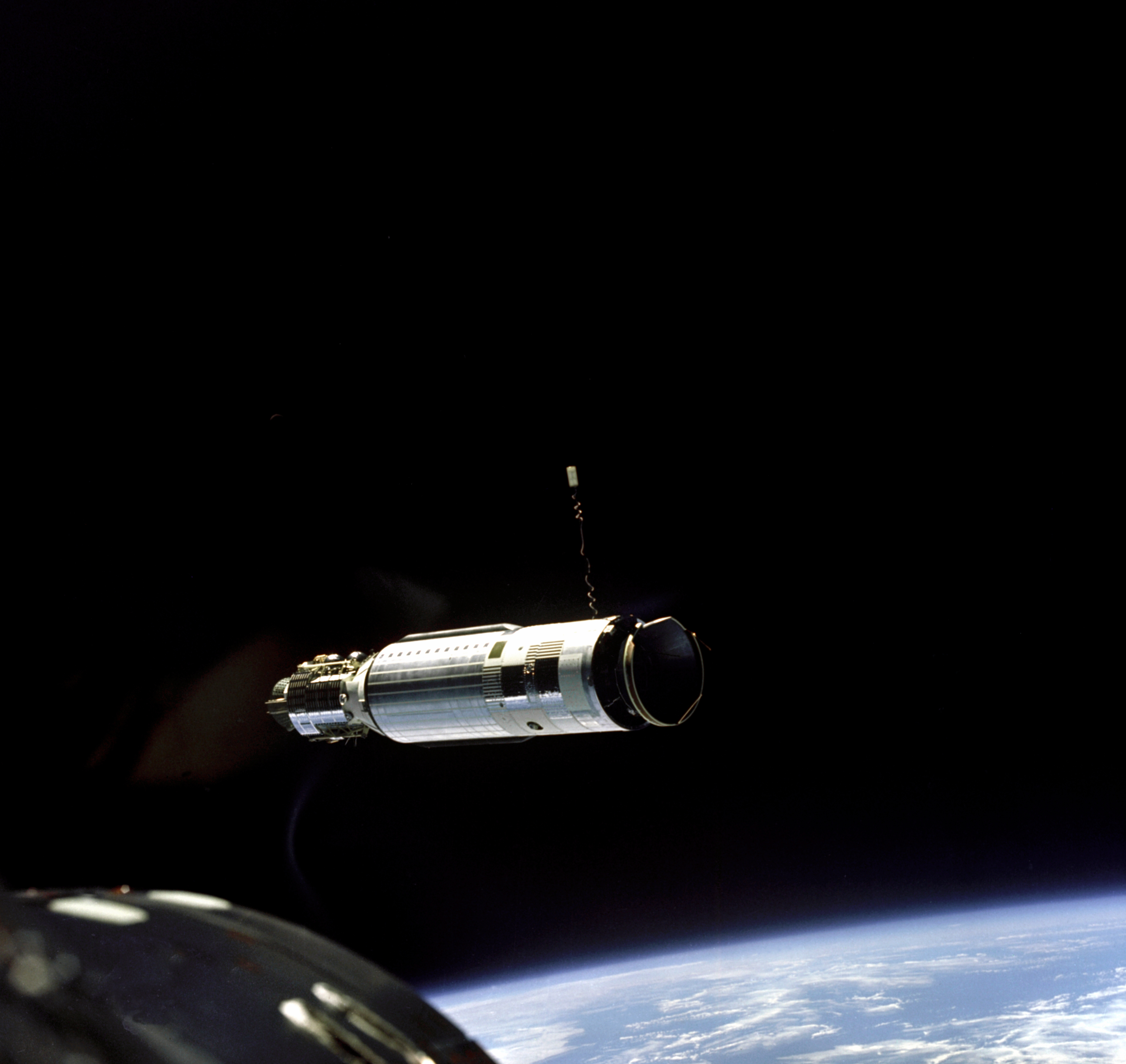
A Gemini VIII dokkolása az Agena-val

A Gemini VIII idejére kialakult egy legénységi rotáció, amely szerint a legénységek kaptak egy tartalék jelölést, aztán kimaradtak két repülésből és a harmadikon ők lettek az elsődleges, a repülő legénység. Ezen rotáció alapján a Gemini V tartalék legénysége volt a Gemini VIII elsődleges legénységi kijelölésének a várományosa, azonban Deke Slayton változtatott egy kicsit a szisztémáján. 1965. szeptember 20-án Neil Armstrongot jelölte parancsnokként, de mellé nem Elliot See-t, hanem Dave Scottot jelölte pilótaként. See helyette a Gemini IX parancsnoki jelölését kapta. Így az Új Kilencek tagjai parancsnoki beosztáshoz jutottak a Gemini repülések során, míg a pilóták a következő, harmadik űrhajós-válogatásból kiválasztott csoportból érkeztek. Armstrong és Scott tartalékai Pete Conrad és Dick Gordon lettek a Gemini–8-on, amely az űrtörténelem első űrbeli összekapcsolódását kapta elsődleges feladatul. Ezzel egyben Armstrong lett az USA első civil űrhajósa – a világ első civil űrhajósa címet már korábban elhódította Valentyina Tyereskova űrhajósnő a Vosztok–6 repülésén. Armstrong és See jelölése még egy fontos változást hozott az űrhajós jelölési szisztémába: ekkor emelték be Buzz Aldrint a rotációba, ám ő olyan tartalék jelölést kapott, amelynek végén nem volt újabb harmadik, igazi repülés. Ám amikor Elliot See egy repülőgép-baleset folytán tragikusan elhunyt – vele együtt Charles Bassett-tel –, a jelölések egyet előre léptek és Aldrin így kapott valódi repülési lehetőséget. Enélkül sohasem lehetett volna Armstrong partnere a későbbi első holdra szálláson.

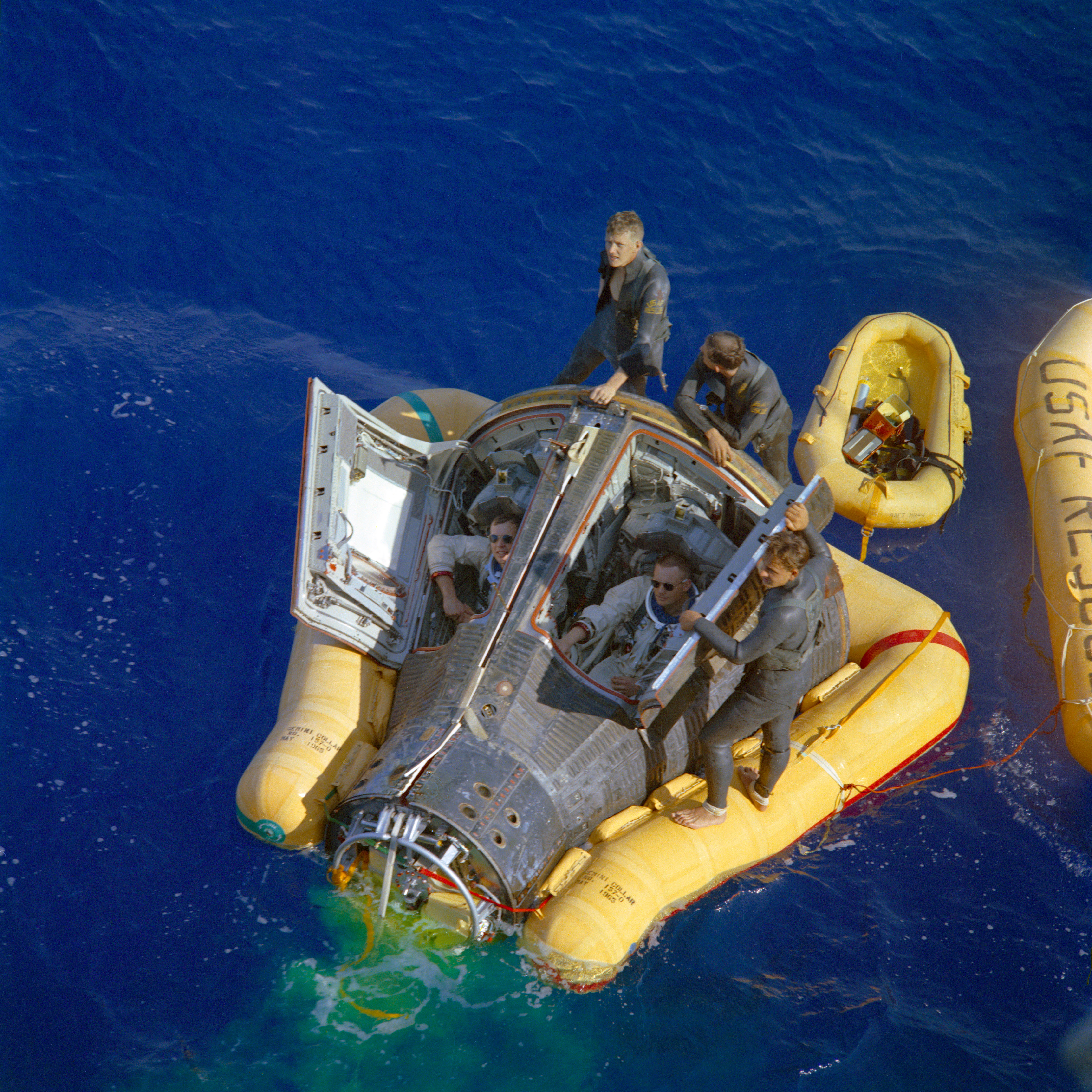
Armstrong és Scott a kényszerleszállás után (Armstrong szemből a jobboldali ülésben)

A Gemini VIII 1966. március 16-án startolt Cape Canaveralről. A repüléstervezők komplex feladattal engedték útjára a legénységet: Armstrongéknak egy randevút kellett végrehajtani egy előre felbocsátott Agena célrakétával, majd végül össze is kellett kapcsolódnia vele, aztán ezt követően Dave Scottnak egy űrsétát (az USA második, a világ harmadik űrsétáját) kellett volna végrehajtania. A start napján 10:00:00-kor először az Agena startolt, majd 11:41:02-kor a Gemini VIII, és a tervek szerint Armstrongék négy keringésen belül randevúztak a célrakétával, amelyhez a röppályájuk úgy volt megtervezve, hogy az égi mechanikai paradoxon miatt (az alacsonyabban keringő űrhajó gyorsabban kering, tehát „utoléri” a magasabban keringőt) a repülés első szakaszában a Gemini szinte automatikusan utolérje az Agenát. A randevút sikerrel teljesítették az űrhajósok, majd a dokkolás sikerét is hamarosan jelenthették. Ám ezután szinte azonnal meghibásodott valami, az űrhajójuk megállíthatatlannak látszó forgásba kezdett. A helyzet olyan mértékben romlott, hogy az űrhajósok ájulásával, sőt halálával fenyegetett. Ekkor Armstrong azt a döntést hozta, hogy az űrhajó két, egymástól független kormányrendszere közül az orbitális szakaszra szántat lekapcsolja és aktiválja azt, amit kizárólag a légköri visszatéréskor lehetett használatba fogni. Ezzel a közvetlen életveszélyt elhárítva megállította az űrhajó pörgését, viszont a szabályok szerint azonnal, minden további feladatot elfelejtve le kellett szállniuk. Így végül 10 óra repülést követően, félig dolguk végezetlenül Armstrong és Scott leszállt.
A leszállás után Armstrong (és Scott) nagyon kellemetlenül érezte magát az el nem végzett feladatok és az idő előtti hazatérés miatt. Tetézte rossz hangulatukat, hogy néhányan az Űrhajós Irodáról kritikával illették a tevékenységüket, különböző elméleteket gyártva, hogyan lehetett volna kimászni a kritikus szituációból úgy, hogy az eszközök használhatóak maradjanak és az összes célt teljesíteni lehessen. Azonban ezeket a kritikákat a NASA felelős vezetői, élükön az irányítás vezetőjével, Chris Krafttal elhessegették mondván, hogy maga az egész irányítás sem tudott jobb megoldást kínálni, és aki hibázott, az maga az irányítás volt, mert rosszul értelmezték az űrhajó vészhelyzetét, és egyrészt nem volt vészhelyzeti protokoll sem, másrészt a rossz értelmezésből rossz kiképzési elvek következtek, márpedig Armstrongék csak pontosan azt tették, ami a kiképzésükben szerepelt.

##### Gemini–11
A félsikerű Gemini VIII leszállása után két nappal hirdette ki Deke Slayton az utolsó Gemini repülések legénységeit. E szerint a Gemini XI parancsnoka Pete Conrad, pilótája Dick Gordon, tartalék parancsnoka pedig Neil Armstrong, tartalék pilótája Bill Anders lett. Armstrong tehát a Gemini–program során még egy utolsó jelölést kapott. Ez azonban a legénységi rotáció szerint egy ún. „zsákutca” jelölés volt, amelyet hárommal később már nem követett Gemini XIV, ahol újra az első számú legénységbe léphetett volna. Slayton inkább a két teljes kiképzés tapasztalatait értékelte Armstrongban, amelyet korábban megszerzett, és ezek alapján osztotta be Conradék mellé. Emellett így lehetőség adódott, hogy a még tapasztalatlan Anders Armstrong mentorsága alatt minél többet tanulhasson.

#### Apollo–program
A Gemini XI leszállását követően 1966 októberében Lyndon B. Johnson elnök az elsődleges és a tartalék legénységet egy 24 napos, 11 ország 14 városára kiterjedő jóakarati útra küldte George Low, akkor a Lyndon B. Johnson Űrközpont helyettes vezetője kíséretében, hogy az űrkutatás ügyét népszerűsítsék. Az út során mindenütt kitörő, túláradó lelkesedés fogadta az űrhajósokat, amelyet – Low visszaemlékezései szerint – Armstrong nagy profizmussal kezelt, tovább növelve a népszerűségét. Később az elsőként a Holdra lépő űrhajós kiválasztásakor ez a szempont is szerepet játszott, miszerint profin és jól tudja kezelni a rajongó tömegeket.
A túráról való visszatérést követően kezdődtek Armstrong feladatai az Apollo–programban. Bárhogy is alakult volna Armstrong sorsa az eredeti Apollo-menetrend szerint, az Apollo–1 1967. január 28-i tűzkatasztrófája azt teljesen átírta. Azon a napon Armstrong egészen más, protokolláris feladatot kapott: Cooperrel, Gordonnal, Lovellel és Carpenterrel az ENSZ közgyűlésére utaztak, ahol részt vettek a Világűr Egyezmény aláírásán. Az egyezmény után, amikor visszatértek a szállodájukba, akkor várta őket Gus Grissom, Ed White és Roger Chaffee halálhíre. Az Apollo–1 kivizsgálása aztán leállított szinte minden érdemi tevékenységet a holdra szállás űrhajósai számára.
1967. április 5-én nyilvánosságra került az Apollo–1 tűzesetének kivizsgálási jegyzőkönyve, és ugyanaznap Deke Slayton 17 űrhajós jelenlétében tartott egy meetinget, amely az Apollo–program számára kijelölt új irány, a tervezett repülések és az ezekhez rendelt személyzetek ismertetéséről szólt. Ebben a szobában hangzott el az a legendás mondat Slaytontól, hogy „Uraim. A Holdon elsőként leszálló ember itt ül ebben a szobában… És éppen énrám néz”. Az eligazítás keretében Slayton az Apollo–9 tartalék legénységének parancsnoki beosztásában említette Armstrong nevét, ami azidőtájt a parancsnoki űrhajó és a holdkomp Föld körüli pályán történő berepülését jelentette.

##### Apollo–8

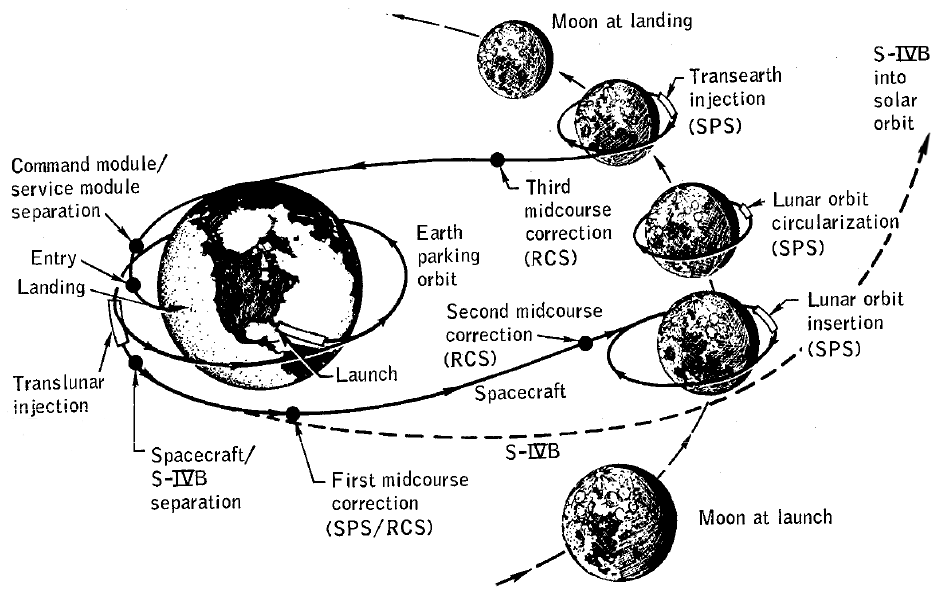
Az Apollo–8 történelmi útja

A kiképzést az Apollo–9 tartalék parancsnokaként kezdte Armstrong, ám a NASA szándékai megváltoztak menet közben, és az Apollo–8 tartalék parancsnokaként végezte be. Slayton 1967. november 20-án hirdette ki a teljes Apollo–9 tartalék legénységet: a már megnevezett Armstrong mint parancsnok mellé a Gemini XII párosa kapta a feladatot Jim Lovell mint a parancsnoki egység pilótája, Buzz Aldrin holdkomppilóta beosztásban. A holdkomp fejlesztésének késedelme, de főként az oroszok Zond kísérletei nyújtotta azon látszat, hogy az ellenlábas Szovjetunió ismét előrébb tarthat a Hold meghódításában, a NASA úgy döntött, hogy megcseréli az Apollo–9-et (a holdkomp berepülését Föld körüli pályán) és az Apollo–8-at (egy extrém magasra küldött űrhajóval a hőpajzs tesztjére), utóbbi gyökeresen új feladatot kap, mégpedig rögtön a program második repülésén elmegy a Holdig. Az Apollo–9 kinevezett legénysége, Jim McDivitt parancsnoksága alatt, ragaszkodott hozzá, hogy ők inkább maradnának a feladatnál és inkább átkerülnek a '-8-asról, a '-9-es repülésre. Így az Apollo–9 eredeti legénysége is vándorolt a 9-esről, előre a 8-asra. Slayton nem akart nagyobb kavarodást, a tartalékok is tartottak az elsődleges legénységgel. Ezt aztán még tovább bonyolította Michael Collins betegsége. Az Apollo–8 repülésre kijelölt legénységének parancsnoki pilótájánál egy csontkinövést állapítottak meg a gerincén, amely műtétet igényelt. Emiatt Collins kiesett az első számú legénységből, helyét a tartalék Jim Lovell kapta meg. És amikor Collins felépült, csak a tartalékok közé térhetett vissza. Így állt össze végül a Neil Armstrong – Buzz Aldrin – Mike Collins trió, az Apollo–8 tartalék legénysége.
Az Apollo–8 aztán 1968. december 21.–27. között történelmet írt, űrhajósai karácsony napján sikeresen érték el a Holdat, hogy aztán pályára álljanak körülötte, és tíz keringésen keresztül megfigyelhessék. Az Egyesült Államok így learatta a dicsőséget, hogy először érte el a Holdat és sikeresen előkészítette a holdfelszínre való leszállást. Leszámítva apróbb hibákat, az Apollo–8 űrhajósai hibátlan repülést mutattak be, amely már önmagában is vitathatatlan vezető szerephez juttatta az Egyesült Államokat az űrteljesítmények területén.

#### LLRV

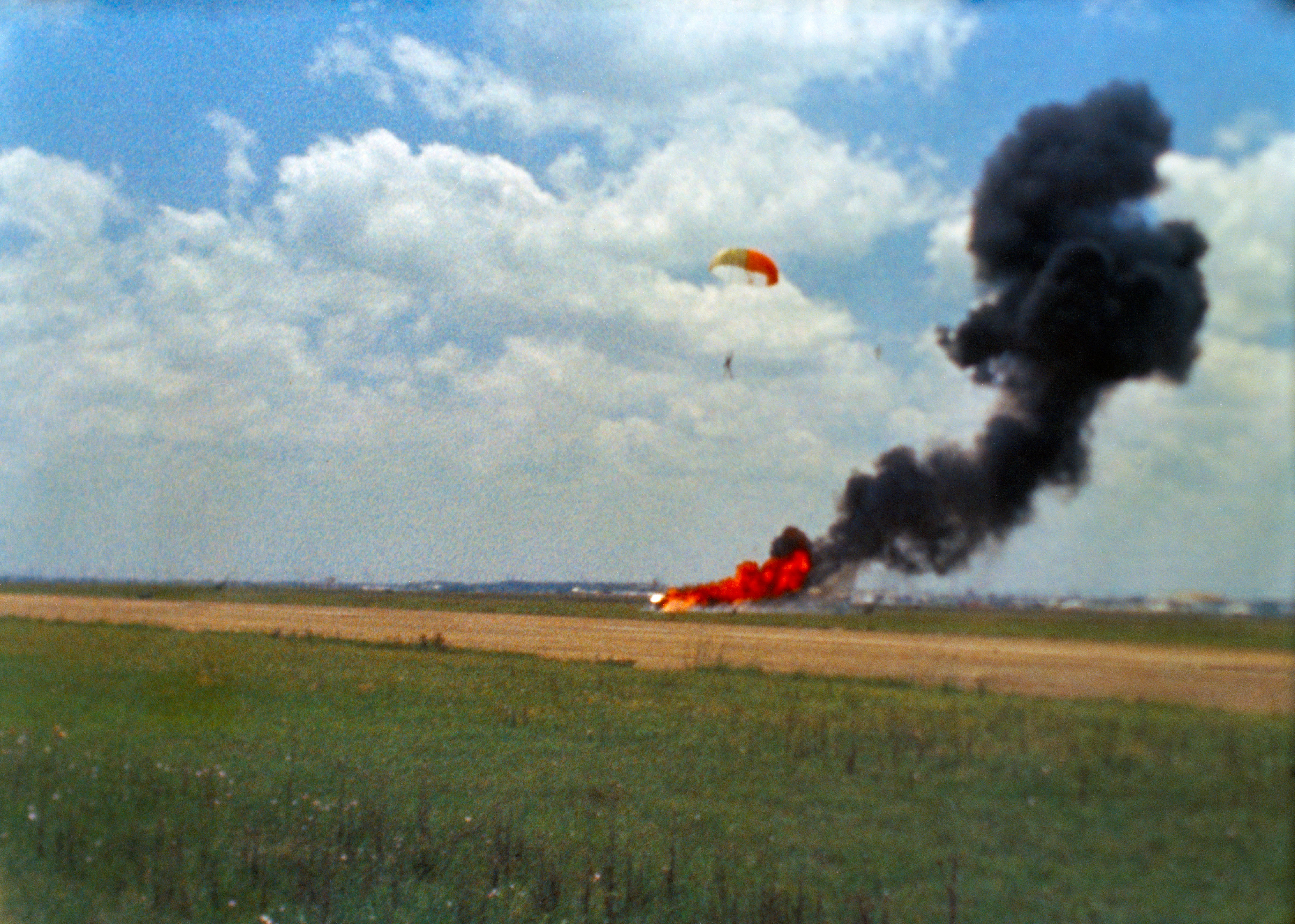
Armstrong katapultálása az LLRV-ből

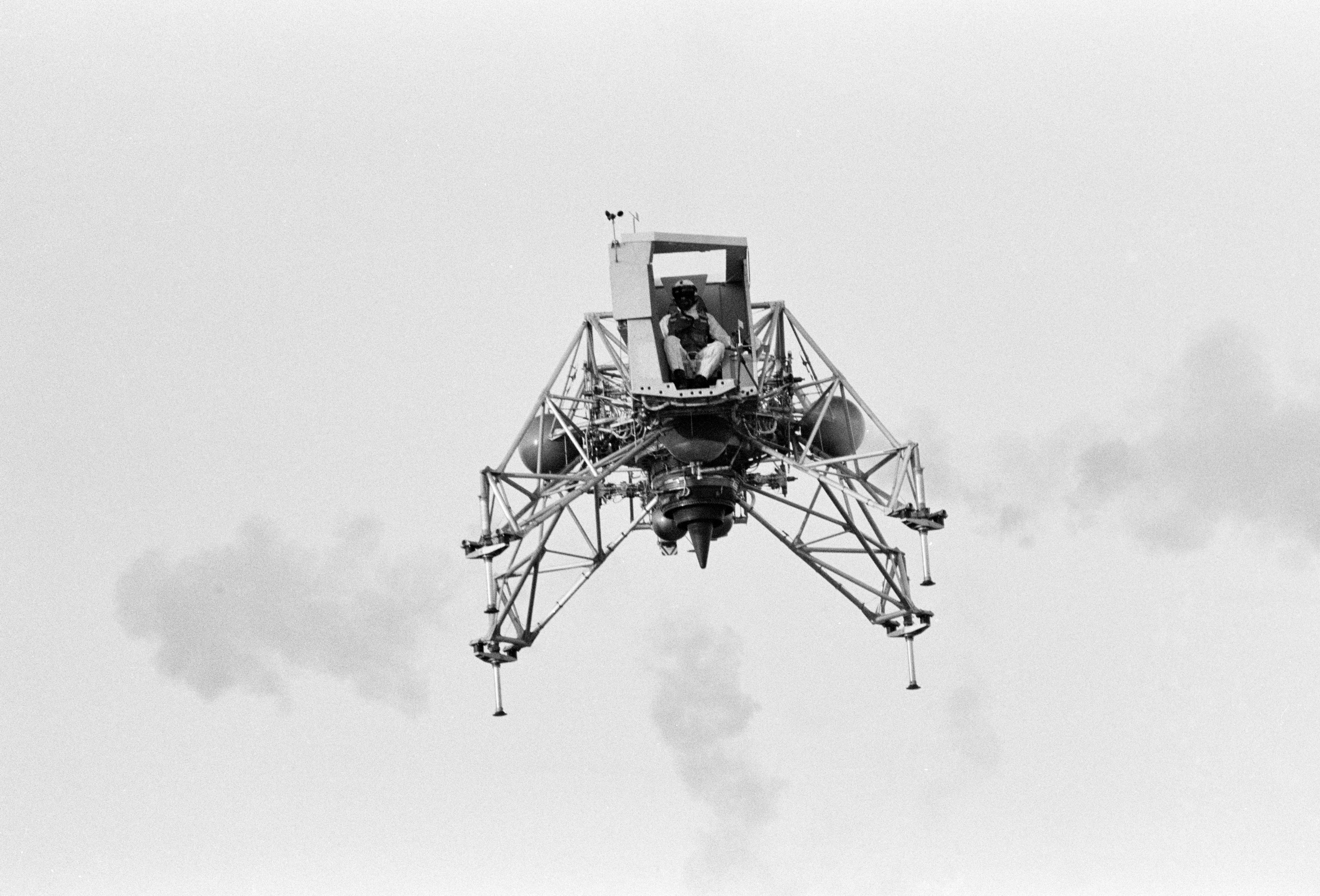
Az LLRV Neil Armstronggal a kormányánál repülés közben

A program során az adott repülésekre való gyakorlás mellett nagyon fontos művelet volt a repülési szimuláció. Ehhez a NASA az űrhajók élethű cockpitjeinek utánzásával összeállított szimulátorai mellett valósan repülő eszközöket is kifejlesztett. Ilyen volt a Bell Aircraft által épített LLRV (Lunar Landing Research Vehicle), majd az abból kifejlesztett LLTV (Lunar Landing Training Vehicle), amely a leendő Apollo parancsnokoknak adta meg azt az élményt, hogy majdan milyen lesz repülni a holdfelszín felett a holdkomppal. A szerkezetet az űrhajós szleng – megjelenését tekintve – „repülő ágykeretnek” csúfolta, mivel az LLTV teljesen funkcionális eszköz volt: egy csövekből álló keret, amely egyetlen központi emelő hajtómű köré épült, ami a holdi gravitációhoz hasonlóan a nehézkedés 5/6-át kompenzálta, illetve a kereten volt egy pilótafülke, valamint további kormány és emelőhajtóművek, amelyekkel a hold feletti ereszkedést lehetett imitálni. Az eszköz működése a felszín feletti legutolsó fázist, az utolsó 150 métert szimulálta, ilyen magasra volt képes emelkedni az LLTV, és a pilótáinak innen kellett bemutatniuk sima leszállásokat. Az LLRV/LLTV nem volt könnyen repülhető, amit bizonyít, hogy a megépült példányok több mint fele balesetekben elpusztult.
Armstrong helikopterrel is gyakorolt, de az igazi lehetőséget az LLTV jelentette. 1968. május 6-án rajta volt a sor, hogy a szerkezettel gyakoroljon, amikor a gép fő emelőhajtóműve 30 méter magasságban meghibásodott. A műszerek megbolondultak, a gép pedig oldalra kezdett dőlni. Armstrong pillanatok alatt hozott döntést, és katapultált a szerkezetből, amely néhány másodperc múlva lezuhant, felrobbant és porig égett, az űrhajós kicsit arrébb ereszkedett alá ejtőernyőjén. Mindössze annyi sérülés érte, hogy véletlenül elharapta a nyelvét. Az incidens ellenére Armstrong kiállt amellett, hogy az LLRV nélkül a holdra szállás nem mehetett volna végbe, olyan értékes tapasztalatokat nyertek a parancsnokok a holdkomp vezetéséről.

#### Holdra szállás (Apollo–11)
Neil Armstrong életének tagadhatatlanul a csúcspontja és legnagyobb hatású eseménye a holdra szállás volt. Armstrong kiválasztása egyszerre volt kézenfekvő, jó választás, illetve véletlenek egész sorozata. A véletlenek sorozata úgy alakult, hogy Deke Slayton sokáig kereste a megfelelő jelöltet, mivel a repülés olyan jelentőségű volt, hogy az űrhajósok főnöke hajlandó volt felrúgni érte az előre lefektetett és jól működő rotációs szisztémát. Ám a jelöltjei egyre másra estek ki. Gus Grissom meghalt, majd Wally Schirra jelentette be az Apollo–7-et követően, hogy leszerel és nem vállal több repülést. Ugyanígy tett Frank Borman és Jim McDivitt is. Ezek után Slayton visszafordult a szisztémájához. Az Apollo–11-re soron következő legénység az Apollo–8 tartalékai volt Armstrong, Aldrin és Collins. A NASA vezetése egyből felfedezte Armstrongban az összes olyan kvalitást, amelyre szüksége volt az első Holdra lépő emberrel kapcsolatban.
Deke Slayton az Apollo–8 repülése idején, 1968. december 23-án hívta félre Armstrongot, és közölte vele a hírt, hogy őt kívánja megjelölni a soron következő Apollo–11 repülés parancsnokának (az addigra világos volt, hogy az Apollo–11 lesz az, amivel a NASA először megpróbálkozik a holdra szállással). Ezen a beszélgetésen Deke Slayton felajánlotta Armstrongnak, hogy a nehezen kezelhető Aldrint szívesen kicseréli Jim Lovellre, amennyiben a parancsnokjelölt kívánja (erre a beszélgetésre csak 2005-ben, Armstrong életrajzának írásához készített interjún derült fény). Armstrong azonban nem élt a lehetőséggel, képesnek tartotta magát arra, hogy kezelje Aldrint, ráadásul véleménye szerint Lovell megérdemelte, hogy saját repülésén – az Apollo–14-en – parancsnoki beosztásba kerüljön. A hivatalos bejelentés a legénységről 1969. január 9-én történt meg a közvélemény számára.

##### Előkészületek
A repülési műveletek begyakorlására – a korábbi küldetésekhez hasonlóan – széles körben használták a parancsnoki űrhajó- és a holdkomp szimulátorokat. Ezen gyakorlások alatt az út során előforduló tervezett műveleteket (elsősorban a dokkolásokat) lehetett készségszintig begyakorolni, valamint rengeteg vészhelyzeti eljárást próbáltak ki segítségükkel az űrhajósok és az irányítás. Ez utóbbi esetben a szimulátor kezelőszemélyzete az űrhajósok tudtán kívül elrontott valamilyen repülési paramétert – műszerhibát, vagy esetleg rendellenes űrhajó működést szimulálva –, és az űrhajósoknak ezekre a váratlan helyzetekre is helyes megoldást kellett találni. Armstrong és Aldrin – eltérően a korábbi küldetésektől – rengeteg lehetőséget kapott a holdi leszállás gyakorlására a szimulátorban. ezek során súrlódások is adódtak a személyzet tagjai között. Ezek közül az említésre legméltóbb az az affér volt, amikor egy hibajelzést követően látszólag Armstrong hibájából „lezuhantak”. A kudarcot sokkal rosszabbul tűrő Aldrin a szemére vetette ezt a parancsnoknak, aki viszont tapasztalatszerzésként tekintett a gyakorlásokra, és lényegében szándékosan zuhant le, mivel kíváncsi volt, hogy éles helyzetben mennyire számíthat az irányítóközpont segítő beavatkozására, és amelyből azt a tapasztalatot szűrte le, hogy semennyire, amit a kvázi lezuhanás ténye mutatott.

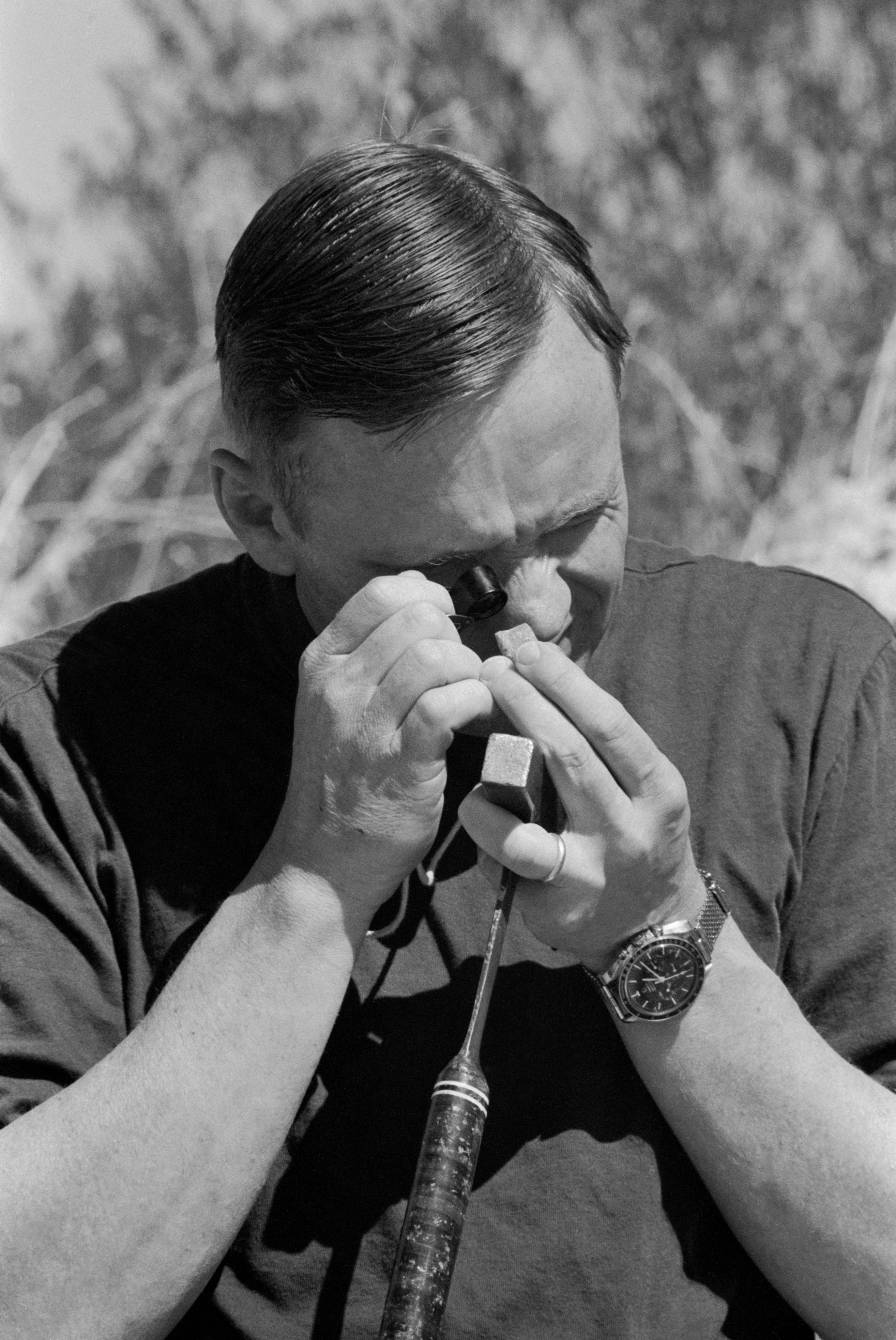
Neil Armstrong egy Sierra Blanca-i terepgyakorlaton egy kőzetmintát vizsgál

A szerteágazó terepgyakorlatok szintén új színfoltot jelentettek a kiképzésben. Ezek egyik fajtája volt a holdműveletek szkafanderben történő gyakorlása, amelynek során egy hatalmas NASA hangárban kialakított, homokkal borított területen kellett a végrehajtandó műveleteket szimulálni az űrhajósoknak egy holdkomp makettel és a felküldendő eszközök egy-egy gyakorló példányával. A másik szimulációs terület a mozgás gyakorlása volt, a Hold gyengébb gravitációs környezetéhez való szoktatás. Ehhez az űrruhás űrhajósokat úgy függesztették fel rugalmas szalagok segítségével, hogy a nehézségi erőt a valóságos gravitáció egyhatodának érezzék. Ezek a gyakorlások többnyire sikertelenek voltak, mert a felfüggesztő szalagok, rugók nagyban korlátozták a mozgást, és azt mutatták, hogy a holdfelszíni munka cseppet sem lesz könnyű.
A geológiai terepgyakorlatok ettől eltérően egészen más típusú kiképzést jelentettek. Nagyon kevés ilyen gyakorlatra jutott idő a túlfeszített felkészülési tervben, de meg kellett ismertetni az űrhajósokat valós körülmények között az egyes kőzetfajtákkal és előfordulásukkal, még idelenn a Földön. Ezért a NASA sivatagi gyakorlatokat szervezett, amelyen Armstrongék is részt vettek. Sajnos néhány esetben a sajtó túlzott érdeklődése meghiúsította a gyakorlást, amikor tudomást szerezve egy-egy ilyen kitelepülésről, tömegesen jelentek meg a helyszínen. Helikopterrel figyelték a lenti munkát, megakadályozva a nyugodt tanulást, vagy akár az űrhajósok és a tanár egymás közötti kommunikációját.
Az előkészületek része volt a rádió hívójelek kiválasztása – amelyek a parancsnoki űrhajó és a holdkomp nevével megegyeznek – és a jelvény megtervezése, ráadásul ezek hagyományosan a legénység privilégiumai voltak. A gyakorlások során az Armstrong-féle csapat a Jégkása és a Szénakazal neveket választotta, ám amikor a hivatalos jelölés megtörtént, lecserélték a kissé komolytalan neveket a történelmi küldetéshez illőkre. Így kapta a parancsnoki űrhajó a Columbia nevet, amelyet elsősorban Jules Verne Utazás a Holdba és Utazás a Hold körül című regényei cselekményével és a Columbiad ágyúval meglevő asszociáció ihletett. De a szónak további jelentései is voltak, mint például a hasonló nevű 18. századi legendás amerikai hajó, amely az északnyugati ismeretlen tengeri területeket kutatta. Magára az Egyesült Államokra is utalhatott a név, hisz Columbia egyben Amerika nőnemű költői neve is a kultúrában. A holdkompot pedig az Eagle névre keresztelték (pontosabban a különválást követően ezen a hívójelen kommunikáltak az utasaival), amely egyértelmű hazafias utalás Amerikára, amelynek a címermadara a fehérfejű rétisas.
Szintén az űrhajósok dolga volt legénységi emblémát tervezni. A legénység az egész program legminimalistább logóját tervezte, elhagyva belőle minden sallangot – még a saját nevüket is –, hogy egyértelműen szimbolizálják az üzenetet: az Egyesült Államok békével érkezett a Föld lakói nevében a Holdra. A szimbólumrendszerben egy fehérfejű rétisas száll le egy kráteres holdi tájon, karmai között – a béke jeleként – olajágat szorítva, háttérben a Földdel és az Apollo–11 felirattal.
Nagy visszhangot kiváltó vita előzte meg annak eldöntését, hogy melyik űrhajós szálljon ki először a Hold felszínére, így végül ki legyen az első ember a Holdon. A témát elsősorban Buzz Aldrin forszírozta. Az érvek és az ellenérvek között ott volt egyfajta, a Gemininél kialakult hagyomány, amely szerint mindig a másodpilóta szállt ki az űrhajóból egy űrséta során. Ugyanakkor ott volt a haditengerészeti hagyomány, amely az ilyen esetekben a rangidősnek, azaz a parancsnok tekintélyének kedvezett. Aldrin heves csatája, hogy ő szállhasson ki először, heves ellenérzést váltott ki a NASA-n belül, amelyet végül azzal a hivatalos indoklással zárt le a NASA, hogy a holdkomp kialakítása olyan (a kifelé vezető kabinajtó jobbra nyílik és drága lenne és sok ideig tartana áttervezni), hogy ahhoz, hogy ő szálljon ki, helyet kéne cserélni az űrhajóban, amire fizikailag nincs hely. Ehelyett azonban később NASA vezetők visszaemlékezéseiben (pl. Chris Kraft memoárjában) az állt, hogy Armstrong személyisége sokkal közelebb állt ahhoz, amit a NASA egy ilyen történelmi lépéshez köthető embertől elvárt, mint Aldriné, ezért ők Armstrongot akarták, és csak azért kreálták a mondvacsinált technikai magyarázatot, hogy Aldrint se bántsák meg.

##### Odaút és leszállás a Holdon

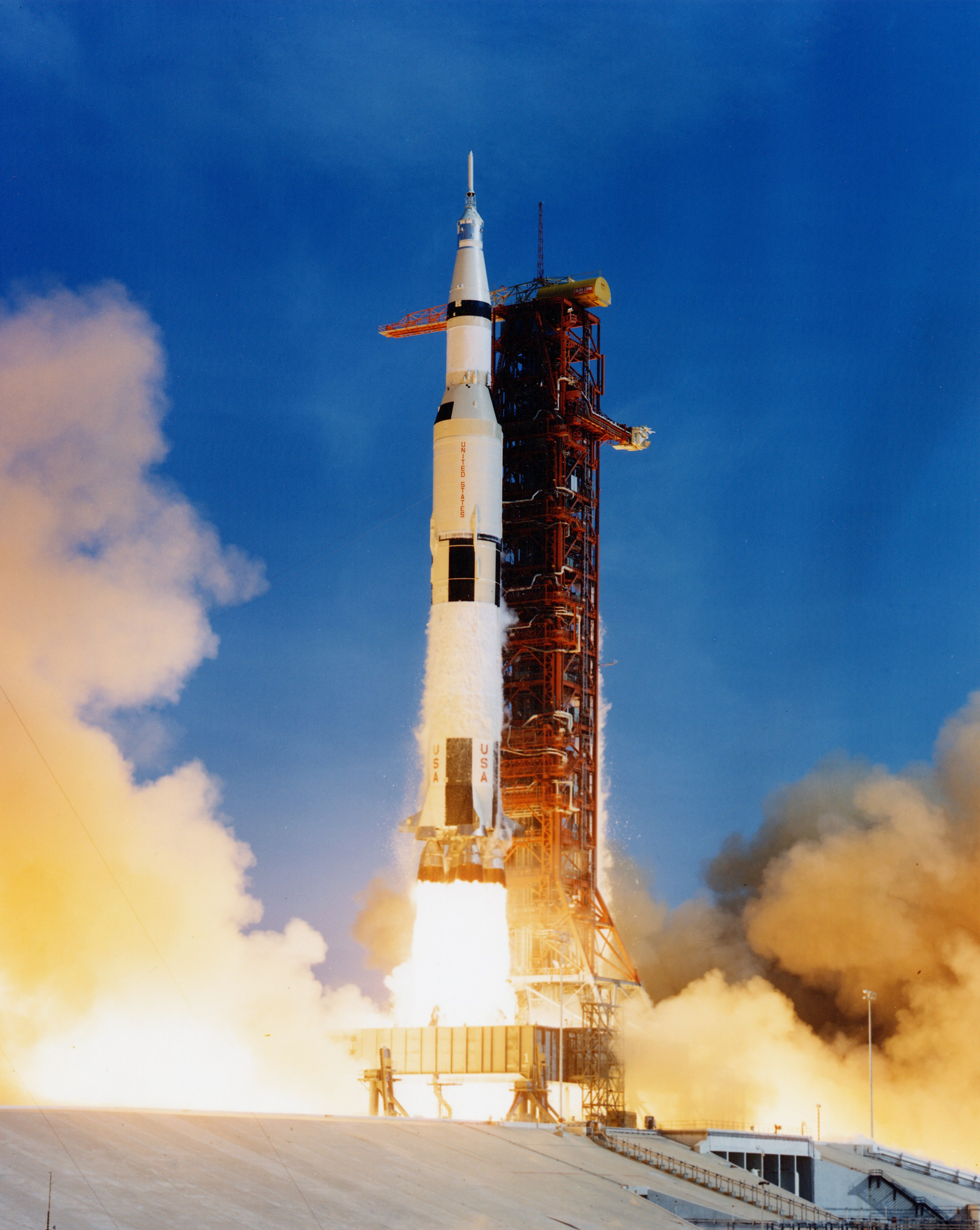
Az Apollo–11 startja Cape Canaveralről 1969. július 16-án

Az Apollo–11 1969. július 16-án 9:32:00-kor (13:32:00 UTC) szállt fel Cape Canaveral 39A indítóállásából, hogy meghódítsa a Holdat. Erre az után került sor, hogy a rakétát hosszasan előkészítették (a műszerek és kapcsolók beállítását a tartalék legénység egyik tagja, Fred Haise végezte el, mire a legénység az indítóállásba érkezett), a legénység részt vett az addigra tradicionálissá vált „űrhajós reggelin”, majd beöltöztek, és egy furgon megtette velük a legénységi épület és az indítóállás közti 5 kilométeres távot. Időközben az addigi történelem legnagyobb nézőközönsége is összegyűlt a Cape Canaveralt övező nyilvános partokon, a Cocoa Beachen, a Banana River partjain. Köztük volt Janet Armstrong és két fia, Eric és Mark, akik egy, a Banana Riveren horgonyzó jachtról nézték végig a startot. Armstrong a parancsnoki és műszaki egység bal oldali, parancsnoki üléséből irányította az űrhajót, és a telemetriai adatok szerint meglehetősen izgult, a start során 110-es szívverést rögzítettek a testére erősített biomed szenzorok.
A felszállás maradandó élmény volt a parancsnok és két társa számára, sokkal intenzívebb, mint amit a Gemininél éltek át. A legalapvetőbb emlék a zaj volt, amely főként a felszállás kezdeti szakaszában érte őket, mivel ilyenkor egy darabig nemcsak a hajtóművek hangját hallották közvetlenül, hanem a talajról visszaverődő hanghullámokat, és a zaj egészen addig velük volt, amíg a rakéta el nem érte a hangsebességet, amikor a zaj egyszerűen „lemaradt” tőlük. Az Apollo–11 a tervek szerint Föld körüli pályára állt, ahol rendszerellenőrzések következtek, majd az irányítás megadta az engedélyt a Hold irányú gyújtáshoz. Ekkor és a gyújtást követően a Geminihez képest tágas kabinban szabadon lebeghettek, és Armstrong örömmel nyugtázta, hogy sem őt, sem társait nem érintette az űrbeli mozgásbetegség egyetlen tünete sem, amely pedig más űrhajósokat meglehetősen érzékenyen érintett. Emellett először voltak részesei annak az élménynek, hogy bolygóként tekinthettek „le a Földre”.
Az odaút viszonylag eseménytelenül telt. Apróbb hibák jelentkeztek, elromlott például a víz oldott hidrogéngáz tartalmát semlegesítő berendezés, és így rengeteg gáz került az ivóvízbe és az ételükbe, amelyet szintén vízzel kellett előkészíteniük a szárított állagukból. Emiatt az űrhajósokat folyamatos diszkomfort érzés gyötörte a szervezetükbe jutott gáz miatt. Váltásokban végezték a munkájukat, aludtak, tévéközvetítéseket adtak. A világ minden egyes rezdülésüket követte (a Szovjetunióban a Pravda cikkében az „űrrepülés cárjának” nevezték Neilt).
Az űrhajó több pályaközi korrekciót végrehajtva három nap múltán ért a Holdhoz, ahol Armstrong és Aldrin a 10. keringés során másztak át a holdkompba, amely addig „stand by” üzemmódban repült velük. A leszállás előtti feladat abban állt, hogy fel kellett ébreszteni a holdkompot, minden részegységét repülőképes állapotba hozni, illetve önmaguk is beöltöztek az űrruháikba (addig könnyű kezeslábasban repültek végig az odaúton), aztán onnantól kezdve egészen a felszínről való visszatérésig tilos volt levenni az öltözéküket. Az érdemi leszállás a 13. keringésben kezdődött: a holdkompot leválasztották az anyaűrhajóról, majd Collins kívülről szemrevételezte, hogy nem látszik-e rajta valamilyen rendellenesség. A 14. keringésben megkapták a leszállási engedélyt és egy fékezéssel elkezdtek süllyedni. A kis űrhajót a leszállás során végig Armstrong irányította (pontosabban a komputer, Armstrong csak ellenőrizte, hogy minden rendben halad-e), míg Aldrin egyfajta rendszermérnök volt, aki egyrészről bármi hiba esetén megpróbálta volna elhárítani, másrészt mivel Armstrong számára túl megerőltető lett volna megosztania a figyelmét a műszerek és a repülés más paraméterei között, ezért a holdkomppilóta egyfajta „élő műszerfal” volt, aki a leglényegesebb repülési adatokat hangosan felolvasta a parancsnok számára a műszerfalról.

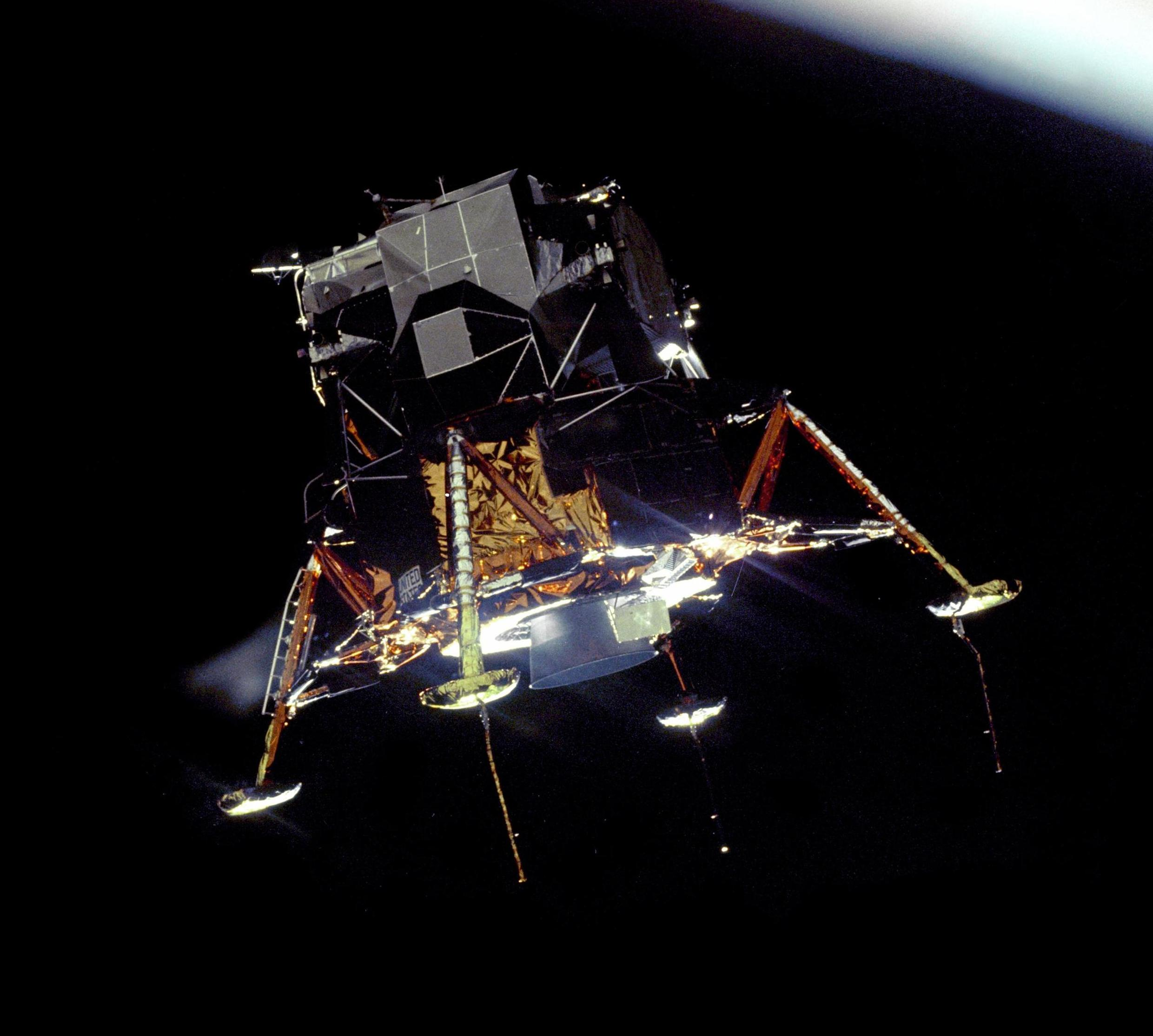
„A Sasnak szárnyai vannak”: Armstrong piruettet végez a holdkomppal a Columbia ablakai előtt, hogy Collins ellenőrizhesse a sérülésmentességet

A leszállás nem ment simán. A parancsnoki űrhajótól való leválás apró pontatlansága miatt az űrhajó kissé más pályán repült, két másodperccel eltért a tervezettől, ami az óriási sebesség miatt kilométeres eltérést jelentett a számított leszállási ponthoz képest. Éppen ezért a leszállás végső fázisában a holdkomp nem a várt sima terep fölé ért, hanem óriási, autó méretű sziklák tagolta vidék felé, amely nem látszott alkalmasnak leszállásra, a holdkomp felborulhatott volna némelyik sziklán. A vészhelyzetet látva Armstrong úgy döntött, hogy (a holdkompot vakon a kövek felé vivő) robotpilótáról átvált kézi irányításra, és elmanőverezi űrhajójukat a veszélyes terep fölül (a számítógép irányítására azért volt szükség, mert sokkal precízebben, sokkal kisebb üzemanyag felhasználással tudta irányítani a hajót, mint egy űrhajós a kezével). A kézi irányítás azonban sokkal nagyobb üzemanyag felhasználással járt, aminek nem voltak az űrhajósok bővében. Az ereszkedés során az irányítás figyelmeztette őket a 60 másodperces határ (azaz 60 másodperc repülésre elegendő üzemanyag készlet maradt a tartályokban), majd a 30 másodperces limitek átlépésére is. Armstrong manőverei végül sikeresnek bizonyultak.
A leszállásra végül 1969. július 20-án 20:17:40 (UTC) került sor. Armstrong lassan ereszkedett a holdfelszín felé, amelynek elérését három 170 cm-es, lefelé lógó érzékelőpálca jelezte, amelyek jelzésére Aldrin „Kontakt fény!” felkiáltással jelezte a talaj közelségét. Armstrong itt vétette az egyetlen kisebb hibáját a leszállás alatt: Aldrin jelzésére le kellett volna állítani a hajtóművet, hogy a gázsugár nehogy beszoruljon a hajtómű harangja alá és felrobbantsa azt, de a parancsnok elfelejtette megtenni ezt, és simán a talajig ereszkedett (a tervek szerint az utolsó másfél métert szabadesésben kellett megtennie a holdkompnak). Saját maguk felé jelezte: „Hajtómű leáll”, és ezzel megvalósult a holdra szállás, lenn voltak a holdfelszínen. Tíz másodpercnyi szünet következett (az űrhajósok a leszállás utáni kapcsolgatásokkal voltak elfoglalva), amikor a kissé türelmetlen CapCom jelentkezett: „Fogtuk, hogy lenn vagytok, Eagle”. Ekkor Armstrong büszke válaszában a világ számára is nyilvánvalóvá tette a leszállás tényét:
Houston, itt a Nyugalom bázis. A Sas leszállt!
Armstrong később mindig is a leszállást tartotta a nagyobb eseménynek, nem pedig azt, hogy kiléptek a Hold felszínére. Egy későbbi interjúban elmondta, hogy „mindig is tudtam, hogy arra jó esélyünk van, hogy hazajutunk, ám hogy le is tudunk szállni, annak csak fele-fele esélyt adtam…”. Ezen kívül egyébként is a leszállás, mint mérnöki teljesítmény (egy olyan kísérleti repülőeszközön, amellyel mindössze háromszor repültek, és rögtön az első olyan repülésen kellett irányítania, amely a repülés minden célját beteljesítette) volt az érdekesebb, a nagyobb kihívást jelentő feladat.

##### Holdséta

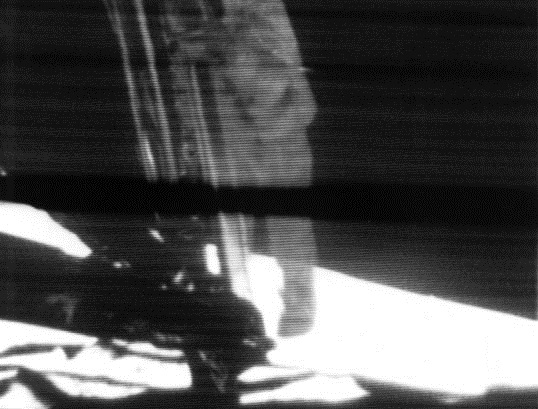
A tévéközvetítés képkockája: Armstrong mászik lefelé a létrán

A leszállást követően a műveleti terv szerint még nem a holdséta következett, hanem fel kellett készíteni az űrhajót a felszállásra (mindez biztonsági intézkedés volt, mivel a sok ismeretlen faktor miatt biztonságosabbnak vélték, hogy egy váratlan helyzetben inkább azonnal hazaindulhassanak az űrhajósok, mintsem azt kockáztassák, hogy kiszállnak, aztán nem tudnak hazajönni). Amikor ezzel elkészültek, a műveleti terv pihenési, alvási időszakot írt elő, ám a parancsnok indítványozta, hogy cseréljék fel az utána következő holdsétát és a pihenési periódust, ezzel előre hozva a küldetés érdemi részét. Később derült ki, hogy a NASA csak „tartalékként” építette be a pihenési időt, hogy bármilyen esetleges nehézség esetén ne kelljen azt mondani, hogy a holdséta a „tervezettnél később” került lebonyolításra. Egyébként is, amennyiben előre hozták a holdsétát, az pont az amerikai tévétársaságok fő műsoridejében ment volna végbe, segítve a publicitást. A NASA engedélyezte, hogy előrehozzák a holdfelszíni tevékenységet.
Először a protokoll szerint Neil Armstrong mászott ki az űrhajóból, lemászott a holdkomp lábára szerelt létrán, majd megállt a holdkomp hatalmas leszálló talpában. Először csak a bakancsa orrával túrta meg egy kicsit a felszíni talajréteget, és jelentette, hogy egészen finom port talált. Aztán bejelentette, hogy „És most lelépek a holdkomp lábáról”, majd megtette az első, történelmi lépést. Ezzel egy időben elmondta a szintén történelmi mondatát:
Kis lépés egy embernek, de hatalmas ugrás az emberiségnek.
Később késhegyre menő vita zajlott az angol nyelvű világban, hogy mondta-e az „a” hangot Armstrong az „a man” kifejezésben, vagy elhagyta és így nyelvtanilag téves a világ egyik legtörténelmibb kijelentése, de a mai napig nincs pont a vita végén.

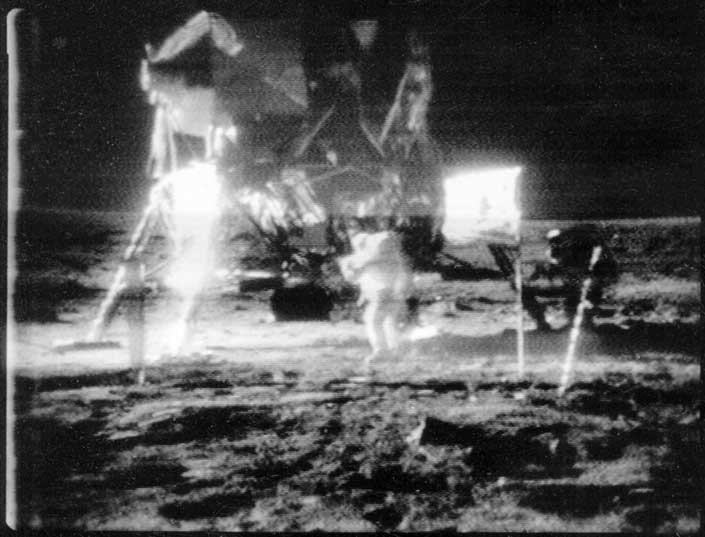
A holdséta tévéközvetítésének egy pillanata

Armstrong először a holdkomp tárolórekeszét nyitotta ki, amelynek ajtaja egy bowden meghúzásával nyílt. Az ajtóra szerelték a kamerát is, amely innentől kezdve közvetítette a holdfelszíni tevékenységet, igaz meglehetősen gyenge minőségben. Armstrong első felfedezői feladata a holdfelszínen az ún. „biztonsági minta” összegyűjtése volt. Ehhez egy kis zacskónyi kőzetet és holdport kellett begyűjtenie az első adandó alkalommal, hogy ha bármi miatt idő előtt kéne távozni a holdfelszínről, akkor is álljon rendelkezésre minta a Hold kőzeteiből. Armstrong egy hosszú nyelű lapáttal be is zacskózott egy kisebb mennyiségű mintát, amit aztán az űrruha egyik külön erre a célra tartott zsebébe tett. A műveletek közben megállapította, hogy a mozgás a vártnál könnyebben megy. Mintegy negyedóra elteltével követte őt Buzz Aldrin a holdfelszínre. Amint mindkét űrhajós a felszínen volt, néhány szimbolikus tevékenységre került sor. Először az amerikai zászlót tűzték ki (ez nem jelentett területfoglalást, csak a hegymászókhoz hasonlóan a teljesítmény szimbolikus jelzését szolgálta az USA és az űrhajósok részéről), ami némi nehézségbe ütközött a talaj ellenállása miatt. A műveletet a korábban a holdkomp raktérajtójáról egy saját lábra távolabb áthelyezett tévékamera már közvetítette. Aztán elhelyeztek néhány emléktárgyat is a holdfelszínen: egy kis fehér tasakban elhelyezett szilíciumkorongon miniatűr betűkkel 73 állam üzenetét, a béke jelképeként egy aranyozott olajágat, az Apollo–1 és az Apollo–11 expedíciós emblémáit és néhány érmét. A szimbolikus tevékenységek egy plakett leleplezésével végződtek. A holdkomp elülső lábán, a létra fokai között egy kis tábla utazott, amelyről csak egy takarólemezt kellett levenniük az űrhajósoknak, hogy láthatóvá váljon a felirat rajta: „Itt vetette meg az ember a Föld bolygóról először a lábát a Holdon. Békével érkeztünk az egész emberiség nevében.”

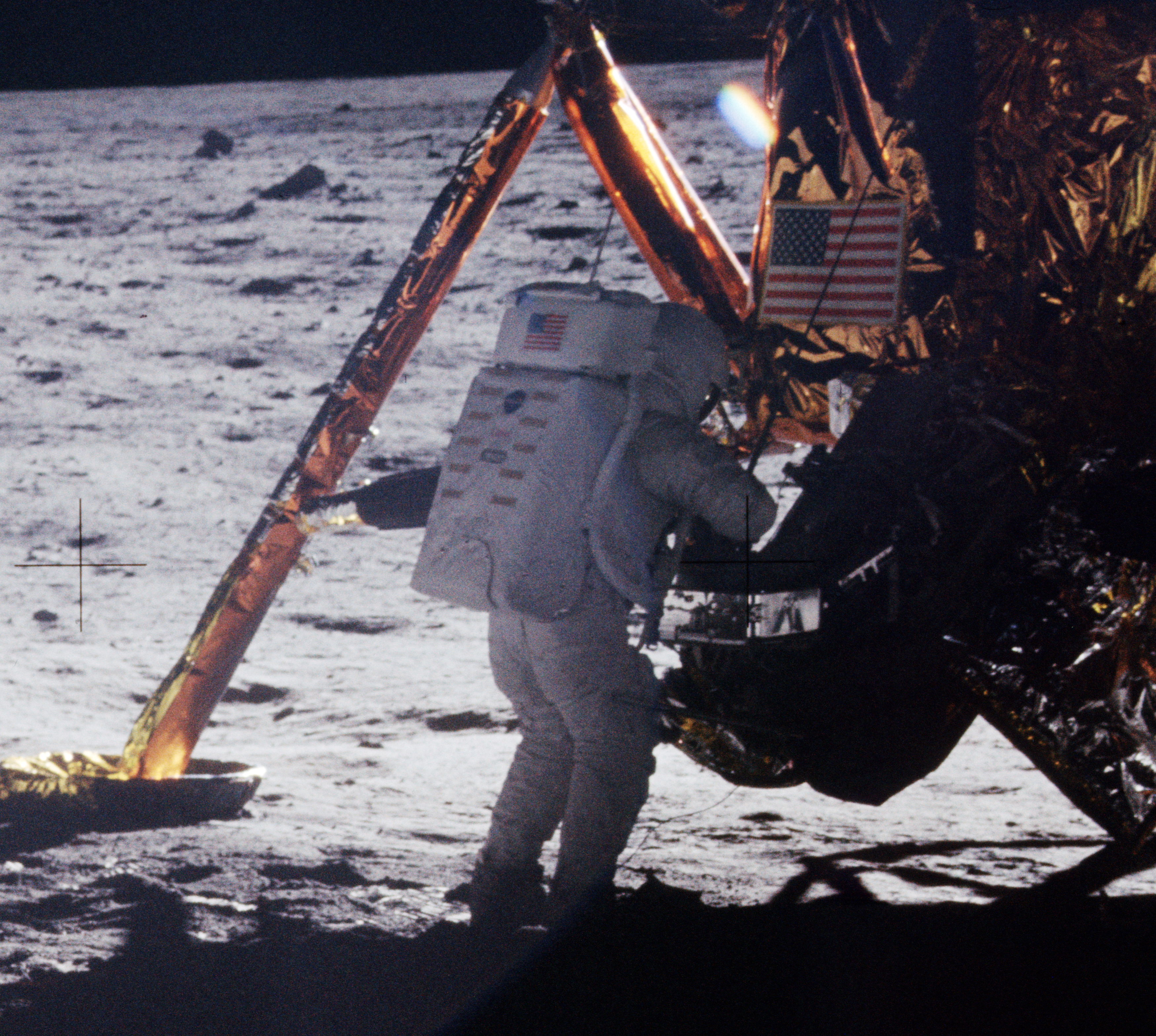
Képkivágás az egyetlen fotóból, amely Armstrongról készült a holdfelszínen

És már a geológiai munkához készülődtek az űrhajósok, amikor látszólag spontán valaki telefonon szeretett volna beszélni velük: Richard Nixon az Egyesült Államok elnöke. Az elnöki telefonnal lezárultak a szimbolikus tevékenységek, és kezdetét vehette a zavartalan geológiai kutatómunka. Ehhez az űrhajósok szétváltak, Armstrong feladata a mintavétel és a fényképezés volt, míg Aldrinnak az EASEP műszereit kellett felállítani és működésbe hozni.
Armstrong korábban már vett mintát, ún. ömlesztett mintát a holdkomp környezetéből. 22 vagy 23 lapátnyi vegyes anyagot (port és köveket) tett egy vákuumzáras fémedénybe, gyakorlatilag válogatás nélkül. Érdekes módon már ez a tevékenység is a tervezettnél tovább tartott, ahogy általában a Holdon minden. Az elnöki telefon után részletesebb mintavétel következhetett, az ún. dokumentált mintavétel. A dokumentálás kétirányú volt, egyrészt a mintául vett követ még a felszedése előtt le kellett fotózni, majd számozott zsákba helyezni, másrészt az irányítás számára szóban is le kellett írni a mintát (természetesen a zsák számának megjelölésével, hogy a Földön majd párosítani lehessen a szóbeli leírást és a mintát). Ám az idő egyre jobban szorított – a holdi munka általános tapasztalatává és a következő küldetések intelmévé vált a folytonos időhiány –, a dokumentált mintavétel nem volt megfelelő metódus, ezért felváltották az összegyűjtő mintavétellel. Armstrong különböző, az Eagle 10–15 méteres körzetéből származó helyekről gyakorlatilag találomra szedett össze néhány kőzetet, amelyeket a számozott zsákokba helyezett. A mintavételi feladatok között szerepelt még két mélymintavétel is. Ehhez egy csövet kellett leverni a talajba, majd kihúzni, amely művelet végén a talaj felső részének rétegeiből maradt keresztmetszet a cső belsejében. A zászló és napszélmérő kihelyezésénél akadályt jelentő kemény kőzet itt is hátráltató tényezőnek bizonyult, Armstrongnak kalapáccsal kellett levernie a rudat a talajba. Mindkét minta a napszélmérő környezetéből származik, és egyenként több mint 6 percig tartott a begyűjtésük. A parancsnok másik feladata a fényképezés volt. Ez a fő oka annak, hogy Armstrongról mindössze egyetlen fénykép készült a holdfelszínen, és az összes fotó Aldrint ábrázolja, mivel az idő túlnyomó részében a parancsnok a kamera túloldalán állt. A kőzetmintavételek mellett sztereó közelképeket és panorámafotókat kellett készíteni a leszállóhelyről. Összesen öt helyen – öt nézőpontból – készült panoráma. Ezek között egy különlegesebb is volt, amikor Armstrong – eltérve a tervtől – megcélzott egy messzebb fekvő krátert, a leszállóhely körzetének legnagyobb mélyedését, a 30 méter átmérőjű Little West krátert. A parancsnok a 120 méteres utat futva tette meg, kb. 3–4 km/h sebességgel. A panorámák mellett 17 sztereofelvétel-pár készült, amelyeknél érintetlen és az űrhajósok által feltúrt helyek egyaránt szolgáltak témául. Ezekből a képekből a tudósok a felszín szerkezetéről kaptak részletesebb megfigyelési anyagot.
A mintavétel és a műszerek felállítása, a készletek, valamint az űrhajósok oxigén- és hűtőfolyadék-fogyasztásának figyelembevételével, a vártnál jobban alakuló felhasználási adatok alapján kapott 15 perces hosszabbítás után elkövetkezett a visszaszállás ideje. Először a holdkomppilóta mászott vissza, majd utána a parancsnok is. 2 óra 36 perc 40 másodperc után zárták magukra az űrhajósok az ajtót, ezzel ért véget a világ első holdsétája.

##### Hazaút és hazaérkezés

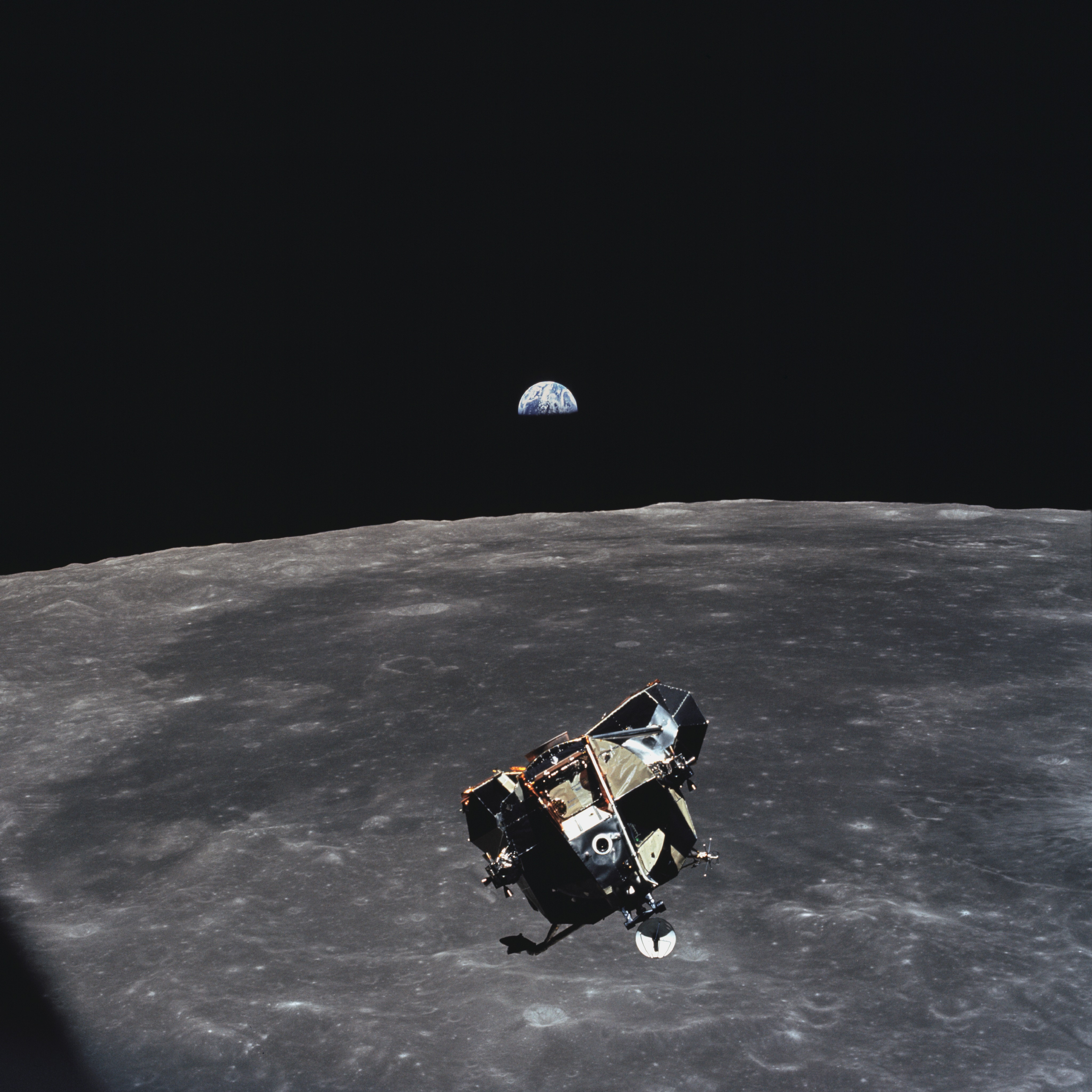
A holdfelszínről visszatérő Eagle

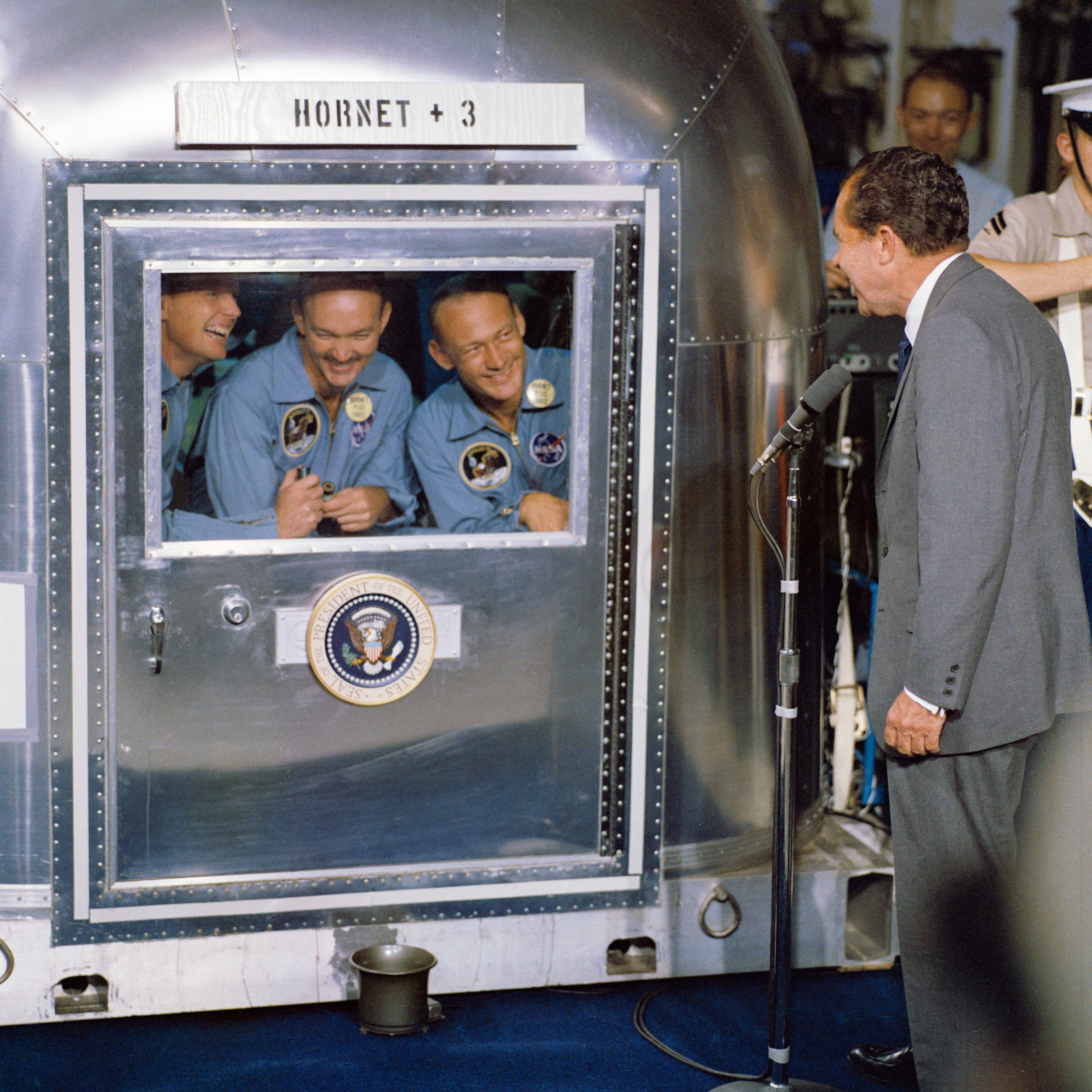
Az Apollo–11 legénysége egy karanténtartályból Richard Nixonnal beszélget a USS Hornet fedélzetén

A holdséta befejeztével Armstrong és Aldrin visszaszálltak a holdkomp kabinjába. Ormótlan űrruháikban és hátizsákjaikban a visszaszállás közben véletlenül letörtek egy kapcsolót, a felszálló hajtómű indító kapcsolóját. Később ezt egy tollal helyettesítették. A beszállást és az űrhajón kívüli tevékenységet követő utólagos műveletek (hermetizálás, elpakolás stb.) után következhetett a korábbról elhalasztott pihenési periódus. Azonban ez elég hiábavalónak bizonyult, mivel egyik űrhajós sem volt képes aludni, mivel az űrruha, a testhelyzet, vagy a lefüggönyözött és véletlenül fűtésétől megfosztott kabin hőmérséklete sem támogatta ezt a tevékenységet. A pihenési periódus elteltével következett a néhai Kennedy elnök felhívásának második része, az „és biztonságban haza is hozzuk őket onnan”, azaz a hazaindulás. Ebben az űrhajósok már nem játszottak aktív szerepet, mindössze megnyomták azt a bizonyos tönkretett gombot, amire az automatika elindította a startfolyamatot, az Eagle felszállófokozata eddig teljesen automatikus üzemmódban felrepítette az űrhajósokat Hold körüli pályára, ahol pedig érkezett Mike Collins a Columbiával, amely összedokkolt a passzív szerepet játszó holdkomppal.
A startfolyamat beindulásakor Armstrong és Aldrin látták, hogy a felszálló hajtómű apró cafatokra tépi és szanaszét fújja a leszállófokozatot borító fóliát, elfújja a zászlót, és nagyon halk, csendes repüléssel, mint egy lift, egyre magasabbra emelkedik a koromfekete égre.
A dokkolás után Armstrongék átpakolták a mintákat és minden mást, amit haza akartak hozni. Ezután leválasztották a holdkompot. Egy utolsó kísérlet keretében bekapcsolva hagyták minden rendszerét, és figyelték, hogy az egyébként készletek, elsősorban hűtővízkészletek híján levő űrhajó hogyan viselkedik és mennyi ideig tartható fenn a működése (később az Apollo–13 baleseténél használták fel ezeket a tapasztalatokat). Hamarosan elérkezett a Hold körüli pályáról való kigyorsítás pillanata, amelytől számítva eseménytelen három napos hazaút várt az űrhajósokra. A földi leszállás előtt aztán a maga módján mindhárom űrhajós köszönetet mondott mindazoknak, akik lehetővé tették az útjukat, akik alkotta jéghegy csúcsát képviselték ők hárman. Végül az Apollo–11 1969. július 24-én 16:50:35-kor (UTC) csobbant a vízbe a Csendes-óceánon.
A helyszínen várakozott a USS Hornet anyahajó, amely a fedélzetére vette az időközben a karanténszabályok miatt védőöltözetbe öltözött triót. Ezzel véget ért az emberiség egyik legnagyobb vállalkozása. Armstrongék számára egy három hetes karantén időszakot követően ért véget a vállalkozás. (A karanténra azért volt szükség, mert a holdfelszínt először meglátogató űrutazók esetében fennállt az az elméleti lehetőség, hogy odafönn valamilyen ismeretlen életforma mégiscsak megélhet – elsősorban baktériumi szinten –, és nem volt kizárható valamiféle fertőzés; ennek továbbadását volt hivatott megelőzni az elkülönítés.)
Közvetlenül a karantén után az űrhajósok előbb Amerika nagyvárosait keresték fel (New Yorkban a hagyományos „szerpentinparádé” fogadta őket a Hősök Kanyonján), majd egy 37 napos, 23 országot érintő útra, az ún. Giant Leap Tourra indultak Richard Nixon különgépén, egy VC-137B-n (ismertebb nevén az Air Force One-on). Az űrhajósokat övező szinte hisztérikus érdeklődésre jellemző példa, amikor ellátogattak Wapakotenába, Neil szülővárosába, ahol a 7000 lakosú települést elözönlötték az érdeklődők, a lakosságot jóval meghaladó számban, a benzinkutakon elfogyott az üzemanyag, a moziban ideiglenes szálláshelyeket kellett kialakítani stb. Ezt követően Armstrong Bob Hope különleges vendégeként az USO szervezte túrára indult, hogy a külföldön állomásozó amerikai katonákhoz látogasson el. Később, utolsó megbízatásaként még a NASA kötelékében 1970-ben Armstrong a Szovjetunióba utazott, hogy részt vegyen a Nemzetközi Űrkutatási Tanács 13. kongresszusán, ahol előbb Leningrádban járt, majd onnan Moszkvába utazott. Itt első nyugatiként repülhetett a Tu–144 szuperszonikus utasszállítóval, majd ellátogathatott Csillagvárosba, amelyet „nagyon viktoriánusnak” talált. A nap végén felvételről megtekinthette a Szojuz–9 startját, amelyhez a kommentárt Valentyina Tyereskova szolgáltatta a számára (érdekességként Tyereskova férje, Andrijan Nyikolajev éppen a Szojuz–9 fedélzetén utazott).

## További pályafutása
Armstrong Apollo-program utáni életére a visszafogottság a leggyakrabban használt kifejezés. Armstrong ritkán volt elérhető egy interjúra, különösen egy tévészereplésre, sokkal többször utasította vissza a felkéréseket, mintsem igent mondott volna. Folyamatos háborút vívott az ellen, hogy „celebbé” váljon. Számos esetben gátolta meg, hogy nevével összefüggésben, vagy valamilyen hozzá köthető tárggyal kapcsolatban valaki hasznot húzzon. Visszavonultsága mellett azonban meglehetősen aktív volt, sokszor vett részt előadásokon (amelyeken igyekezett mindig a mérnöki mivoltát megcsillogtatni, mérnöki megközelítésben tárgyalni az adott témát), bár itt is kínosan ügyelt rá mindig, hogy megjelenései mindig a közt szolgálják, és senki ne húzhasson hasznot belőle. Több szervezetnek is tagja volt, például az Apollo–13 1970-es, valamint a Challenger űrrepülőgép 1986-os balesetét vizsgáló bizottságoknak.
 Üzleti tevékenysége részeként feltűnt tévéreklámokban is. Fontos fejezetet jelentett az életében a NASA Ember Vezette Repülések Igazgatóságán belül bekövetkezett balesetek, tragédiák kivizsgálása.

### NASA
A Holdról való visszatérést, majd az azt követő médiafelhajtást követően mind Neilnek, mind a NASA-nak ugyanaz a gondolat járt a fejében, hová tudna továbblépni, igaz más más motiváció bújt a NASA és saját meglátása mögött. A sajátja volt egyszerűbb: innen feljebb belátható időn belül nem vezetett út, mégis kellett valamit csinálni, és annak Neil szándékai szerint köze kellett legyen a repüléshez és a mérnöki munkához. A NASA viszont úgy gondolta, hogy – például Gagarinnal ellentétben, akit ismételten közel engedtek az éles repülések veszélyes világához – Amerikának egy élő nemzeti hősre van szüksége, ezért Neil csak olyan beosztásba kerülhet, amely feladatköre nem terjed ki további repülésekre. Washingtonban ezért úgy gondolták, hogy a legjobb lesz, ha Armstrong visszatér a repülőgépes repülés világába, és felajánlották neki a NASA-n belül a repülőgépes szekció helyettes igazgatói posztját. Neil végiggondolta a lehetőségeit (a másik alternatíva, hogy valahol a versenyszféra repülő- és űripari cégeinek valamelyikénél helyezkedik el), és bár a washingtoni pozíciókat kimondottan nem kedvelte, úgy döntött, elfogadja a NASA által kínált lehetőséget.
1970. június 1-jétől kezdődően Neil Armstrong volt a felelős a NASA-n belüli repülési kutatásokért és fejlesztésekért. Ezen időszakban Armstrong legnagyobb hozzájárulása a repüléshez a „Fly-by-wire” rendszer kifejlesztésének elindítása volt. Az elképzelés lényege, hogy azt a korábbi irányítási elvet, hogy a repülőgép különböző kormányfelületeit a pilóta saját izomerejével különböző huzalokon és mechanikákon át mozgassa, azzal a forradalmi elképzeléssel kívánta egy maroknyi mérnök felváltani, hogy a pilóta kapcsolata ne legyen közvetlen, és egyébként is a pilóta csak az egyik pont legyen a rendszerben, aki inputokat szolgáltat, mellett más, jellemzően számítógépes beavatkozások is történhessenek. A NASA-n belül az újdonsült igazgatót egy mérnökcsoport támogatásért kereste meg egy analóg fly-by-wire rendszer létrehozására (amelyben pusztán csak a pilóta mozdulatait közvetítette volna elektronikus rendszer), ám Neil arra biztatta őket, hogy gondolkodjanak forradalmibban, és digitális rendszer fejlesztésében gondolkodjanak. A digitális rendszer már számítógépet is alkalmazott. Armstrong kérdőre vonta a mérnököket, hogy miért egy „buta” rendszer fejlesztése mellett döntöttek, amikor „okosat” is fejleszthetnének, ők azt felelték, nem is gondoltak számítógép beépítésére, mi több, nem is tudnak repülésben alkalmazott számítógépről. Neil Armstrong erre azt válaszolta: „…éppen én magam repültem el eggyel a Földtől a Holdig és vissza” (a parancsnoki űrhajó és a holdkomp komputerére utalva). Ebből az elképzelésből nőtt ki aztán a NASA 1972–1976 között futó kísérleti programja, amit egy F–8 Crusader harci gépen próbáltak ki. Napjainkban az összes korszerű harci- és utasszállító gép fly-by-wire rendszerrel repül, amelynek elindítója Neil Armstrong volt. Armstrong igazgatói megbízatása viszonylag rövid volt: 1971. augusztus 31-én hagyta el a NASA-t, hogy a Cincinnati Egyetemen taníthasson.

### Egyetemi oktatás
Armstrong életének talán legnagyobb váltása volt, amikor elhagyta a NASA-t. Számos, kedvezőbbnél kedvezőbb, jövedelmezőbbnél jövedelmezőbb állásajánlatot kapott, ám a Cincinnati Egyetem által felkínált lehetőség megragadta. A NASA-nál éppen leáldozóban voltak a kutatási lehetőségek, a Nixon adminisztráció a vietnami háború terhei alatt nyögve a fejlesztések visszaszorítását szorgalmazta takarékossági okokból. Így például Neil közvetlen szakterülete is megsínylette a megszorításokat, az amerikai szenátus 1971. május 24-i szavazásával például leállította a az SST, az amerikai szuperszonikus utasszállító pénzügyi támogatását. A romló kilátások miatt Armstrong fontolgatni kezdte Walter C. Langsamm, a Cincinnati Egyetem rektora ajánlatát. A rektor azt ajánlotta Armstrongnak, hogy kap egy teljes munkaidős professzori megbízást és szabad kezet kap az oktatásban.
Armstrong 1971 őszétől kezdett tanítani új munkahelyén repülés műszaki tudományokat, repülőgép-tervezést és kísérleti repülési mechanikát. A diákok szemében Armstrong jó tanácsadónak és kemény vizsgáztatónak számított, általában „Professor Armstrong” volt a megszólítása. Visszaemlékezései szerint csak az Egyetem általa „bizáncinak” aposztrofált szabályrendszerével gyűlt meg időnként a baja, de alapvetően jól integrálódott az új közegbe. Végül 1980-ig (pontosabban 1980. január 1-ig) volt részese a Cincinnati Egyetemnek, amikor is az iskola új szabályokat tervezett bevezetni, és a leendő változások meghaladták Armstrong tűrőképességét, és felmondott. Egyébként is közben elvállalta a Chrysler állásajánlatát, így nem dolgozott tovább egyetemi előadóként.

### Vizsgálóbizottságok
Armstrong szakértelmét szívesen alkalmazták a NASA baleseteinek kivizsgálásakor. Az első ilyen eset még aktív űrhajósként (bár már a Holdról való visszatérését követően) történt, amikor az Apollo–13 útja 1970. április 11.–17. között majdnem tragédiába fordult. A leszállás utáni kivizsgálásba Armstrong is bekapcsolódott az Edgar Cortright-bizottság tagjaként. Armstrong feladata volt a repülés részletes időkronológiájának összeállítása. Részese volt azon fő konklúzió megállapításának, hogy egy 28 voltos kapcsoló – amelyet a rendszer áttervezésekor ki kellett volna cserélni 65 voltosra – okozta a robbanást. A Cortright-bizottság végül azt javasolta a jelentésében, hogy tervezzék újra mintegy 40 millió dolláros összköltség mellett a tartály teljes elektromos rendszerét, ám sok NASA mérnök, köztük Armstrong is ellene volt ennek a megállapításnak, mondván, hogy elegendő azt az egyetlen jól körülhatárolható, hibás alkatrészt kicserélni töredék költségen. Végül alulmaradtak a vitában, és a tartályt újratervezték.
Második baleseti kivizsgálása már életének arra a szakaszára esett, amikor jó ideje nem volt formális kapcsolata a NASA-val. A Challenger űrrepülőgép az STS–51–L repülésen 1986. január 28-án felrobbant, megölve hét űrhajósát. Ronald Reagan elnök megalapította a független Rogers-bizottságot a baleset kivizsgálására, amelynek egyik tagjaként felkérte Armstrongot a szakértő részvételre. (Armstrong későbbi visszaemlékezése szerint éppen otthon ült, amikor telefonhívást kapott az elnöki hivataltól, majd kapcsolták Reagan elnököt. Reagan személyesen felkérte Armstrongot, hogy segítse a bizottság munkáját, amelyre Neil igent mondott, mondván: „az ember mégsem mond nemet egy elnöknek, ha felkéri valamire”. Armstrong lényegében a bizottság helyettes vezetőjeként vett részt a munkában, és főként a kommunikáció javítása volt a feladata. Végül az ő javaslatára csökkentették az ajánlások számát, mert a „kevesebb több” elven szerette volna elérni, hogy a bizottság megállapításai sommásak legyenek és ne sikkadjanak el. A jelentést 1986. június 9-én tárták a Kongresszus elé.
Még a Reagan adminisztráció ideje alatt – és a Challenger-katasztrófa hatása alatt – az elnök egy másik, tizennégy tagú bizottságot állított fel, amelynek feladata volt, hogy egy elképzelést állítsanak össze Amerika hosszútávú űrstratégiájáról a 21. századi űrtevékenységét illetően. A bizottság elnöke Thomas O. Paine, a NASA korábbi főigazgatója volt (Armstrong Apollo–program alatti főnöke), és munkájukat az Úttörő elképzelések a világűrrel kapcsolatban: A Nemzeti űrtanács jelentése címmel tették közzé, és olyan ajánlásokat fogalmaztak meg, hogy 2006-ra létesüljön állandó holdbázis, 2015-re pedig küldjenek embert a Marsra. Az ajánlásokat jórészt elsodorta a történelem és a politika.

### Üzleti élet

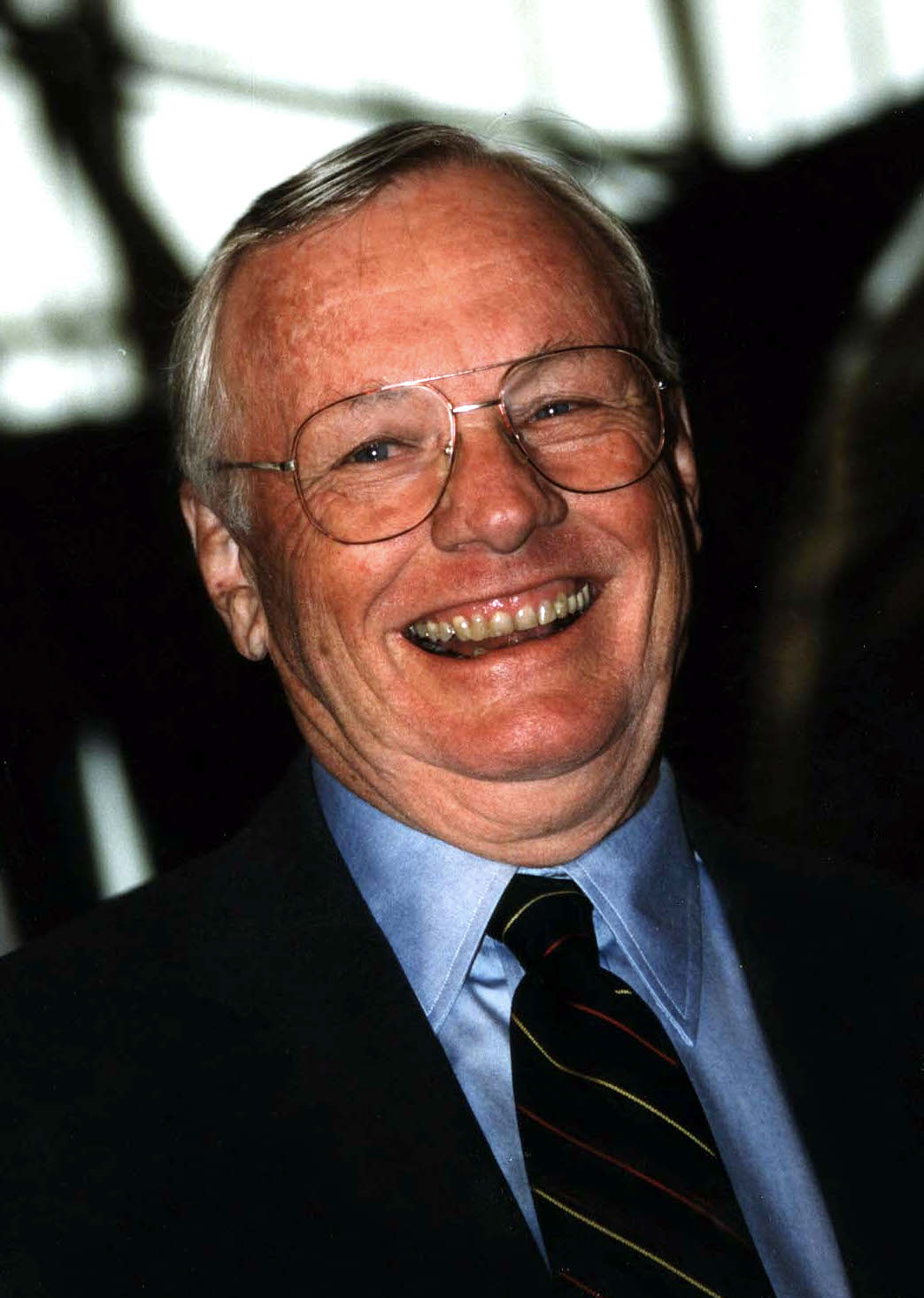
Az idősödő Armstrong 1999-ben

Armstrong a NASA-tól való kilépését követően szűkebb pátriájába, Ohióba költözött. Ott vásárolt Cincinnati mellett, Lebanonban egy farmot, ahol főként állattenyésztéssel foglalkozott feleségével, emellett vállalt más megbízatásokat. A farmon marhatenyésztés folyt, ezért Armstrong feltűnése és aktív részvétele egy-egy marhavásáron teljesen természetes jelenség volt. A sok egyéb megbízatása mellett azonban a farm ügyei főként feleségére, Janetre maradtak, később ez is okozta válásukat.
Neilt rengeteg cég találta meg ajánlatával, hogy valamilyen formában legyen a munkatársuk (és a legtöbb esetben kihasználhassák ennek reklámértékét). Armstrong az egyetemi oktatás után, 1979-ben először a Chrysler ajánlatát fogadta el, ahol szóvivőként kezdett el működni, és szerepelt a cég reklámjaiban. Armstrong választása azért esett erre a cégre, mert erős műszaki fejlesztő apparátusa volt, amely törekvés megjelent a termékeiben, mégis mérsékelt piaci sikerrel működtek. Felesége visszaemlékezései szerint néha egyszerre négy-öt Chrysler modell is állt lebanoni farmjuk háza előtt, mert Armstrong azt hirdette, hogy csak akkor tud segíteni a termékek fejlesztésében és népszerűsítésében, ha ismeri őket használat közben.
Az egyetem, majd a Chrysler mellett/után jó pár cég hívta meg igazgatótanácsába az egykori űrhajóst. Az első ilyen megbízatás, amit elfogadott, a Learjetigazgatótanácsi tagsága volt, amelyben a technikai bizottság feje lett. Ezen megbízatásának keretében alkalma nyílt a repülőgépgyártással foglalkozó cég új konstrukcióinak repülésére, kipróbálására, amelyek során új magassági rekord is fűződött a nevéhez, utasszállító kategóriában. Tagja volt ezen kívül a Cincinnati Gas & Electric Company igazgatótanácsának is. Az energetikai cég azidőtájt fontolgatta, hogy beruház a nukleáris energia felhasználásába, és ezért növeli a műszaki potenciált a cégen belül. Egy másik cincinnati cég, a Taft Broadcasting is sorai között tudhatta. Repülő- és űripari tapasztalatait is kamatoztatta. Előbb a United Airlines irányításába kapcsolódott be 1978-ban, majd 1980-ban az Eaton egyik leányvállalatának, az AIL Systemsnek az igazgatótanácsába került be, ahol 2000-ben irányította a cég összeolvadását az EDO Corporationnel, majd maradt a társaságnál egészen 2002-es nyugdíjazásáig. A Challenger-katasztrófa utáni kivizsgálást követően a Thiokol cég is meghívta soraiba, amely cég éppen a tragikus hibát kiváltó részegység, az STS-rendszer szilárd hajtóanyagú gyorsítórakétájának gyártója volt. Armstrong hivatali ideje alatt a válságba került Thiokol szép lassan kilábalt a krízisből, és szilárd lábakon álló, meghatározó űripari gyártó maradt.
Armstrong ez utóbbi megbízatások révén meglehetős anyagi biztonságot tudott építeni a családjának a holdra szállását követő időszakban, és tehetős emberré vált anélkül, hogy népszerűségét bocsátotta volna áruba. Minden megbízatásában fontos volt számára, hogy mérnökként tudjon segíteni a rá bízott vállalat problémáiban és tudásán keresztül mozdítsa előre azokat.

### Északi-sarki expedíció
Az 1980-as évek elején egy agilis hegymászó, Michael Dunn fejében született meg a gondolat, hogy az évszázad még élő legnagyobb felfedezőit elviszi az Északi-sarkra. A két fő célszemély Sir Edmund Hillary, a Mount Everest első meghódítója és Neil Armstrong, a Hold meghódítója volt. Dunn-nak sikerült mindkét nagy felfedező fantáziáját megmozgatni (Neil Armstrong azt mondta, kíváncsi volt, hogyan néz ki az Északi-sark lentről, tengerszintről, mivel csak fentről, a Holdról lenézve látta eddig). Dunn még egy sor nagy nevet szervezett be a hegymászósport világából a két legenda mellé, köztük Hillary fiát, Petert, Steve Fossettet, aki léggömbjén először repülte körbe a Földet. Patrick Morrow-t, aki a világon elsőként mászta meg mind a hét kontinens legmagasabb hegyét.
A túra során a résztvevők egy Twin Otteren átszelték Kanadát, majd a legészakibb részéről, Hazen-tóról indultak tovább, egyenesen az Északi-sarkra. Leszállva a sarki jégen 1985. április 6-án érték el a sarkpontot. A sarkponton állva a társaság pezsgőt bontott (amely aztán a pohárban azonnal meg is fagyott), és ezzel Sir Edmund Hillary lett az első ember, aki mindkét sarkon járt (1958-ban a Déli-sarkot is meghódította). Visszatérve repülőgépükkel az Ellesmere-szigetre, az idő olyan rosszra fordult, hogy jégkunyhót kellett építeniük, és abba visszahúzódni. Az ítéletidő elvonultáig hátralevő időt anekdotázással töltötték. Edmund Hillary úgy emlékezett vissza: „Neil Armstrongot egy nagyon kellemes, szeretetre méltó embernek találtam, és élveztem minden pillanatot a vele töltött időből”.

## Magánélete
Armstrong az Egyetem befejezése után, 1956. január 28-án vette feleségül Janet Elizabeth Shearont, iskolatársát a Purdue Egyetemről. A pár – követve Neil új berepülőpilóta munkáját – Kaliforniába költözött. Neil kezdetben az Edwards nőtlen tiszti szállásán lakott, míg Janet Los Angelesben bérelt egy kis albérletet. Később a pár vásárolt egy kis házat a Los Angelestől egy órányira fekvő Juniper Hillsen. A körülmények meglehetősen spártaiak voltak, nem volt áram, meleg víz, a ház szinte romos volt, Neilnek kellett lépésről-lépésre felújítania. A körülményekre jellemző, hogy nyáron Neil egy slagot húzott ki az udvaron és akasztotta egy fára, az szolgált zuhanyként. Ide érkezett Armstrong első gyermeke, fia, Eric 1957-ben, majd másodikként lánya, Karen 1959-ben. Karen később tragikusan elhalálozott agytumora szövődményeiben, 1962-ben.
Űrhajóskénti kiválasztása Houstonba szólította, így a család is költözött. Houston mellett több olyan új település is kinőtt a földből, amit az új NASA-központ alkalmazottai, így űrhajósok is laktak. Armstrong El Lagót választotta. A család költözése után ide született a második Armstrong-fiú, Mark 1963-ban. A houstoni évek sem teltek el eseménytelenül. Egy alkalommal a család arra ébredt, hogy ég a ház. Armstrong a szomszédja, Ed White segítségével hősiesen oltotta a tüzet és mentették a gyerekeket, de a kár elkerülhetetlen volt. Armstrong addigi életének gyűjteményei (repülőmodelljei, magazinjai, fényképei) a lángok martalékává váltak.
NASA igazgatóként rövid ideig Washington D.C.-be költözött családjával, majd 1971-ben Janettel vettek egy farmot Neil szűkebb pátriájában, Ohióban, a Cincinnati melletti Lebanonban. Neil itt élt, gazdálkodott és innen látta el üzleti és társadalmi kötelezettségeit. Cincinnatiban egy irodát tartott fenn, ahol fogadták a rajongói leveleket és szervezték Neil programjait, amelyre egy főállású alkalmazottat fizetett. 1978-ban Neilt kisebb baleset érte a farmon. Az egyik kisteherautó platójáról leugorva jegygyűrűje beleakadt a platóba és letépte ujja egy darabját. A letépett testrészt Neil nagy lélekjelenléttel jég közé rakta, és a kórházban visszavarrták. Később egy családi síelés után Janet rávette Neilt, hogy vásároljanak egy hétvégi házat a hegyekben, ahol a család hódolhat síszenvedélyének. Húsz éven keresztül élt Lebanonban a család, amikor is Janet megelégelte, hogy Neil folyton távol van, az egész gazdaság és a család gondjai mind az ő vállán nyugszanak, és különváltak. Neilt nagyon megviselte ez a helyzet, olyannyira, hogy 1991-ben, amikor barátaival síelt, egy kisebb infarktust kapott, amelyből aztán teljesen felépült.
A bíróság Armstrong válását 1994-ben mondta ki, 38 évi házasságot követően. Ugyanezen évben találkozott Carol Held Knighttal, egy cincinnati özvegyasszonnyal. A találkát barátai szervezték a tudta nélkül, a golfrajongó (és maga is aktív golfjátékos) Neilt egy golftornára hívták meg, amelyet követően a fogadáson Carol mellé ültették le. Túl sok interakció ezen a találkozáson nem történt köztük, de pár hét múlva Neil spontán felhívta Carolt, aki elújságolta, hogy éppen egy kiszáradt meggyfát próbál a telkén kivágni. Másfél óra múltán Neil megjelent egy láncfűrésszel, hogy segítsen. Így indult a kapcsolat, amely aztán házassággal végződött. A pár 1994. június 2-án házasodott össze Kaliforniában, majd ezt követően az ohiói Indian Hillbe költöztek.
Armstrong magánéletére a visszavonultság és a szerénység volt jellemző. Michael Collins jellemezte úgy saját könyvében a Tüzet viszünk című életrajzban, hogy amikor Armstrong professzor lett és visszavonult egy marhafarmra, olyan volt, mintha „visszavonult volna a várába, és felhúzta volna a felvonóhidat”. A szerénységére jellemző, hogy körömszakadtáig küzdött ellene, hogy valaki az ő hírnevén nyerészkedjen. Egy alkalommal, 1994-ben beperelte a Hallmark Cardsot, mivel az olyan karácsonyfadíszt bocsátott ki, amely felhasználta a nevét és a híres „kis lépés” kezdetű idézetet tőle, amire azonban nem adott engedélyt. A per végül peren kívüli egyezséggel zárult, amelynek nyomán a Hallmark egy meg nem nevezett összeget adományozott az Armstrong által megjelölt célra, a Purdue Egyetemnek. Egy másik alkalommal az évtizedek óta fodrászaként működő Mark Seizmore-ral keveredett perbe, amikor az több ezer dollárért egy gyűjtőnek eladta Armstrong levágott haját. Az űrhajós elérte, hogy a vételárat a fodrász ismét közcélra ajánlja fel. Armstrong azt is nehezményezte, amikor Wapakoneta városában űrmúzeum nyílt és Armstrongról nevezték el, mondván, hogy mindenki azt hiszi, hogy az övé és a bevétel őt gazdagítja.

## Halála, búcsúztatása, temetése

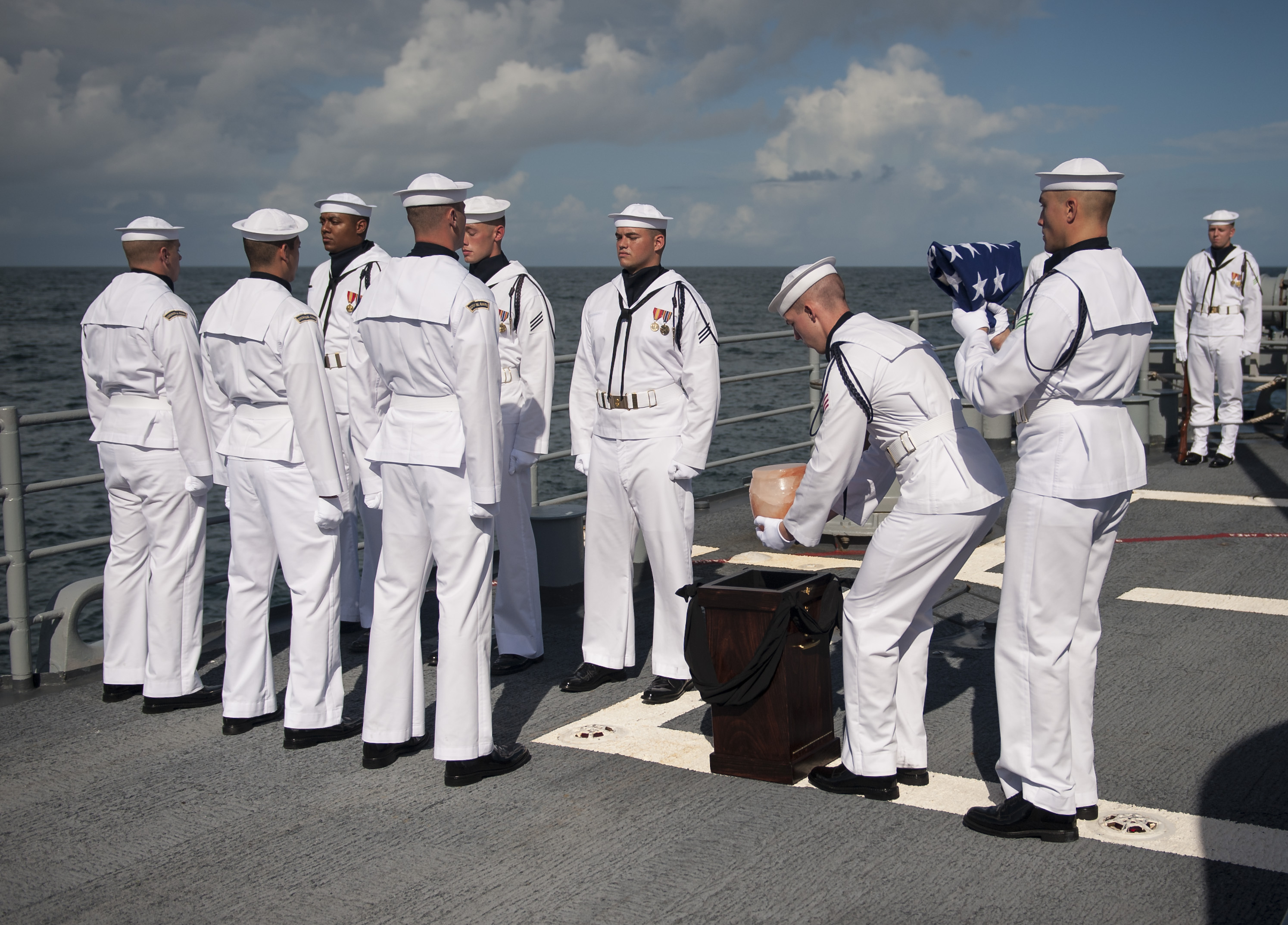
Neil Armstrong tengeri temetése a USS Philippine Sea fedélzetéről

2012. augusztus 8-án jelentették be, hogy sikeres szívműtétet végeztek Armstrongon. Armstrong látszólag nem volt beteg. Vasárnap vidáman ünnepelte 82. születésnapját, majd hétfőn egy felülvizsgálatra ment a kórházba. Akkor derült ki, hogy sürgős beavatkozásra van szüksége. Bypass műtétet végeztek a szívén. 2012. augusztus 25-én elhunyt. A család szerint a szövődmények okozták a halálát.
Az amerikaiak 2012. szeptember 13-án, a Washingtoni Nemzeti Katedrálisban rendezett gyászszertartáson búcsúztatták el. A 2500 gyászoló között az Apollo–11 legénységének két másik tagja is részt vett a temetésen. Barack Obama amerikai elnök a levelében méltatta a 82 évesen elhunyt űrhajóst. Hamvait az Atlanti-óceánba szórták.

## Űrrepülések
(zárójelben a küldetés időpontja)
- Gemini–8 (1966. március 16. – 1966. március 17.)
- Apollo–11 (1969. július 16. – 1969. július 24.)

- Neil Armstrong rádióbeszélgetése a CAPCOM-mal"That's one small step for a man, one giant leap for mankind." (1969. július 21.)

Nem tudod lejátszani a fájlt?
That’s one small step for a man, one giant leap for mankind.

## Emlékezete

### Csillagászati objektumok
A NASA közvetlenül az Apollo–11 útját követően hivatalosan is kérvényezte néhány holdrajzi elnevezés hivatalos bejegyzését a Nemzetközi Csillagászati Uniónál (IAU). Így elsőként a Nyugalom bázis (Statio Tranquillitatis) nevet, majd az űrhajósok tiszteletére három, a leszállóhely és a közeli Moltke kráter közelében fekvő három kisebb – korábban csak Sabine B, D és E jellel ellátott – becsapódásnyom átnevezését Armstrong, Aldrin és Collins kráterre. Armstrong krátere a 4,6 kilométer átmérőjű „A” jelű kráter lett. Ugyancsak Armstrong űrhajós nevének részletét viseli az egyik olyan ásvány, amelyet az első holdra szállás során hoztak vissza a holdi minták között az űrhajósok, amely a Földön nem ismert, és amelyet tiszteletből az űrhajósokról neveztek el: az armalcolit.
A holdra szállás 30. évfordulóján merült fel csillagászokban, hogy szintén a három úttörő űrhajós tiszteletére kisbolygót nevezzenek el. Cseh csillagászok 1982-ben fedezték fel az 1982 PC aszteroidát, amely a belső kisbolygóövben keringő 3 kilométer átmérőjű kisbolygó, a Flóra-család tagja, majd javasolták, hogy nevezzék el Armstrongról: 6469 Armstrong, ahogy a következő felfedezéseik nyomán Aldrinról 6470 Aldrin (1982 RO) és Collinsról 6471 Collins (1983 EB) is javaslatot tettek. Az IAU elfogadta az elnevezéseket.

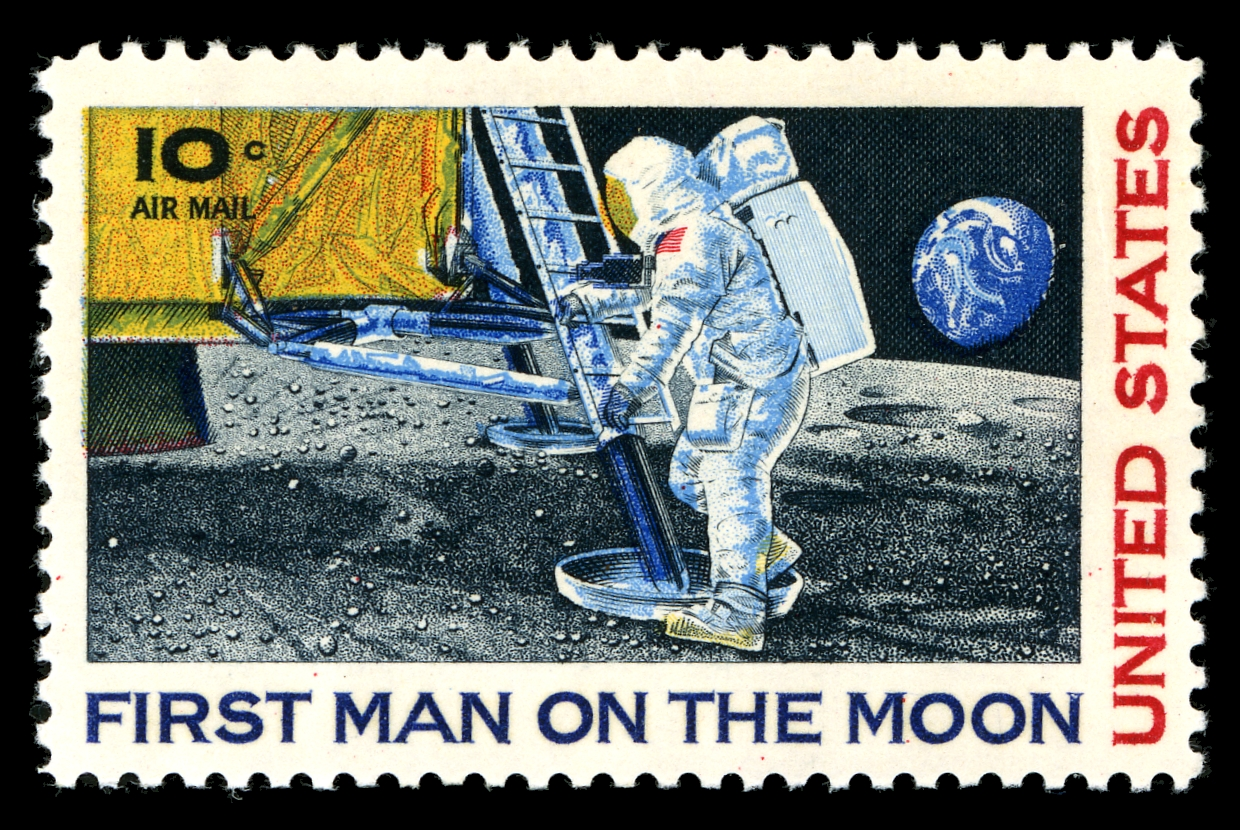
Az első ember a Holdon (amerikai postabélyeg, 1969)

### Földi objektumok
Szinte megszámlálhatatlan helyen őrzi utca, iskola, épület, vagy egyéb objektum Armstrong nevét a világon, csak az USA-ban több mint egy tucat általános és középiskolát neveztek el róla. Emellett az Armstrong Repülési és Űrhajózási Múzeum nyitotta meg kapuit az ő neve alatt szülővárosában, Wapakonetában. Szűkebb pátriája másként is megemlékezett róla, lakóhelye mellett a New Knoxwille-i repülőteret – ahol ő maga is az első próbákat tette tinédzserként ismerkedve a repülőgépekkel – róla nevezték el, még életében. Alma matere, a Purdue Egyetem is megemlékezett róla, a 2004-ben avatott Műszaki Tudományok Csarnokát Neil Armstrongról nevezték el. A névadó ceremóniára 2007. október 27-én került sor, amelyen Armstrong mellett az egyetem másik 14 űrhajóssá lett diákja is részt vett. A NASA is hálával emlékezett egykori alkalmazottjára, és hálája jeléül a korábbi Dryden Űrközpontot nevezték át Neil A. Armstrong Repüléskutató Központtá 2014-ben (a központhoz tartozó hatalmas terület megmaradt Dryden Teszt Lőtérnek). Végül az amerikai haditengerészet, akinek a kötelékében vált aviátorrá, szintén megemlékezett egykori katonájáról: RV Neil Armstrong néven egy új hajóosztály, egy modern oceanográfiai kutatóegység névadója lett az első Holdon járt ember.

### Film
A filmművészet is feldolgozta a Hold meghódítását. Többek között az HBO megbízásából Tom Hanks, Ron Howard és Brian Grazer gondozásában készült filmsorozat 1998-ban From the Earth to the Moon (magyarul A végtelen szerelmesei: Az Apollo–program címen. Ennek hatodik részében „A holdraszállás” (eredeti angol címén: Mare Tranqulitatis) címen dolgozták fel az Apollo–11 történetét, természetesen Neil Armstronggal (és az őt alakító Tony Goldwynnal) a főszerepben. A sorozat három Emmy-díjat nyert 1999-ben.
Armstrong életének másik nagy feldolgozását a 2018-as Az első ember című Damien Chazelle rendezte életrajzi film jelentette. Neil Armstrongot Ryan Gosling alakította a filmben. A mű James R. Hansen Az első ember – Neil Armstrong élete című életrajzi kötete alapján készült, ám csak az űrhajós életének rövid részét, az 1950-es évek végétől, a berepülőpilóta évektől az 1960-as évek végéig, a holdra szállásig öleli fel. A film végül BAFTA- és Golden Globe-díjat is nyert.

### Könyv
Természetesen a holdra szállást is számos könyv dolgozta fel, amelyben Armstrong „szereplőként” feltűnt, ám amelynek életre hívásában is aktív szerepet vállalt, azon művek jóval kevesebben vannak. Az első ilyen mű az 1970. június 1-jén megjelent First on the Moon: A Voyage with Neil Armstrong, Michael Collins, Edwin E. Aldrin, Jr. volt (magyar címen magyar kiadása nem jelent meg), amelyben a három űrhajós a teljes Apollo–11 történetet mesélte el az előkészületektől a leszállásig.
A második műre egészen 2005-ig kellett várni. Armstrong, hűen az elvonultságához, nem volt partner egy életrajzi regény elkészültéhez sem, bár olyan kiváló írók próbálkoztak rábírni, mint Stephen Ambrose, vagy James A. Michener. 2005-ben azonban, miután tetszéssel olvasta James R. Hansen egy másik munkáját, engedett a nyomásnak és tollba mondta élete történetét az írónak, amely a First Man: The Life of Neil A. Armstrong (magyar kiadásban: Az első ember – Neil Armstrong élete,Az első ember) címen jelent meg. Halála után a kötet új fejezetekkel (a 2005–2012 közötti éveket felölelő tartalmakkal) kiegészítve újra megjelent. Ez a kötet szolgáltatta az alapot a 2018-as Damien Chazelle filmadaptációnak.
2014-ben még egy összefoglaló mű született posztumusz Neil Armstrongról. Jay Barbree, korábbi tévétudósító, aki az NBC tévétársaság tudósítójaként az első Mercury repüléstől az utolsó Space Shuttle startig az összes űrrepülésről tudósított, a legtöbb űrhajós személyes ismerőse, köztük Neil Armstronggal a barátság szintjére eljutott közreműködője volt, egy baráti visszaemlékezés keretében mesélte el Armstrong életének fordulatait, fő állomásait. A mű címe Neil Armstrong, és 2014-ben jelent meg.

### Bélyeg, emlékérme
A világ számos országa adott ki az Apollo–11 emlékére bélyeget (pl. Románia vagy az Egyesült Arab Emirátusok). A gyűjtők számára természetesen sz US Postal Service is kedveskedett első napi bélyegzésű blokkal, egyből kétfélét is kibocsátottak. Az egyiken egy sematikus űrhajós ábrázolás mellett Neil Armstrong képével és nevével bélyegezve szerepel az első napi kibocsátású boríték (a másikon a leszálló holdkomp látható ugyanazon bélyegmotívum mellett).
Emellett számos emlékérme is született, szintén emléket állítandó az űrhajóstrió teljesítményének. Ezek közül kiemelkedik az Egyesült Államok Kongresszusa által alapított díj, a Kongresszusi aranyérem, amelynek 2009-ben adományozott plakettjén Armstrong, Collins és Aldrin, valamint John Glenn látható.

### A Gorsky-legenda
Egy tréfás legenda is fűződik a nevéhez. Állítólag a holdfelszínen állva, egy olyan mondat is elhagyta a száját, miszerint „Sok szerencsét Mr. Gorsky!”, amelynek a NASA által közzétett rádióforgalmazásban semmi nyoma. A történet hátterében állítólag az állt, hogy gyerekként Armstrong kihallgatta a szomszédban zajló párbeszédet, amikor is a szomszéd és felesége hangosan veszekedtek. A feleség korholta a férjét: „Micsoda? Orális szex? Orális szexet akarsz? Hát nem. Majd ha a szomszéd gyerek a Holdon sétál!”. Erre volt válasz jó néhány év múltán állítólag Armstrong megnyilvánulása. Többször kérdezték erről Armstrongot később, ám ő sosem felelt, csak mosolygott. A 2005-ös életrajzi kötetében fejtette meg a rejtélyt: a történetet egy komikus adta elő 1995-ben egy stand-up comedy előadása során, és azóta terjed a világban.

### Magyar oldalak
- Élő legenda: Neil Armstrong 75 éves (2005. augusztus 5.)
- Az Armstrong–Gorsky legenda
- Neil Armstrong, a vadászpilóta (2012.09.04. Űrvilág)
- Neil Armstrong, a berepülőpilóta (2012.09.05. Űrvilág)
- Neil Armstrong, az űrhajóparancsnok (2012.09.07. Űrvilág)
- Neil Armstrong, a kísérleti pilóta (2012.09.09. Űrvilág)
- Neil Armstrong, a legenda (2012.09.11. Űrvilág)
- Neil Armstrong, a baleseti kivizsgáló (2012.09.13. Űrvilág)